# Abdij Cantimpré

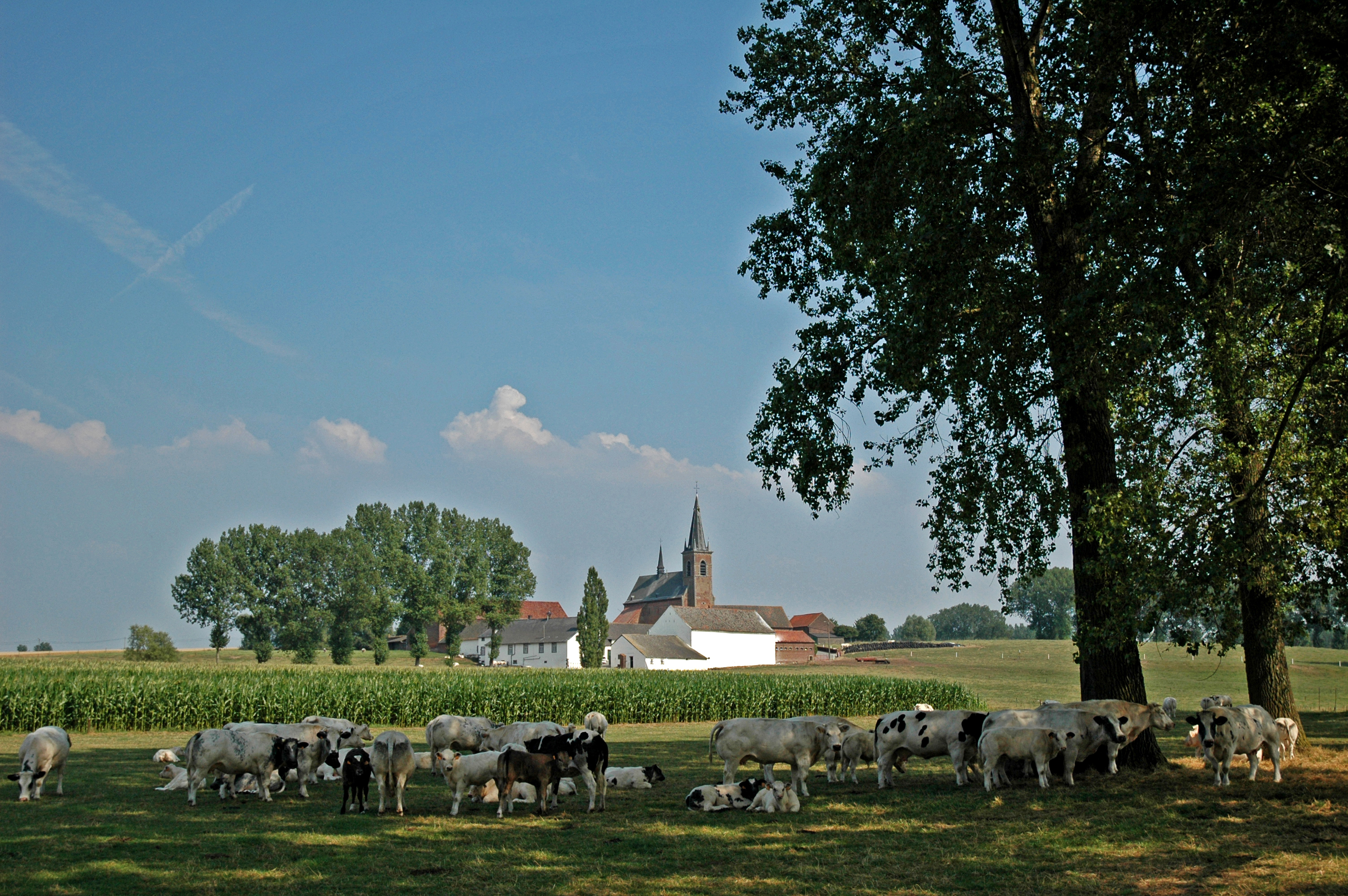
Cantimpré-site Bellingen: hoeve en kerk in het open landschap van het Pajottenland

De Abdij van Cantimpré (Cantimpret) in de Belgische plaats Bellingen was een augustijner priorij en abdij die behoorde tot Kamerijk. Zij situeerde zich tussen de nog aanwezige abdijhoeve Cantimpré en de voormalige abdijkerk (Onze-Lieve-Vrouwkerk, parochiekerk van Bellingen). De gebouwen zijn verdwenen maar omgevormd tot een archeologische site. De priorij werd gesticht in 1182 en kende een hoogtepunt tussen 1583-1677 als abdij Cantimpré van Bellingen. De moederabdij in Kamerijk werd tijdens oorlogsgeweld in 1580 verwoest, de monniken vluchtten en namen hun intrek in de priorij die vervolgens het statuut van abdij kreeg (1614). In 1745 verhuisden de augustijnen definitief terug naar Kamerijk en werd de abdij opnieuw een priorij. Tijdens de Franse Revolutie werd de abdij en de inboedel aangeslagen en verkocht en nadien raakte ze in verval. De resterende gebouwen werden in de 19e eeuw afgebroken. In 2013 en 2014 vond er naar aanleiding van de restauratie van de Onze-Lieve-Vrouwkerk van Bellingen een archeologisch onderzoek plaats. Er zijn nog enkele overblijfselen van de verdwenen abdij waar te nemen en ook de relieken van de heilige Drogo (Drogo van Sebourg), door kanunniken meegebracht uit Kamerijk, zijn te bewonderen. Deze heilige is nog steeds de patroonheilige van Bellingen en wordt vereerd op de jaarlijkse Drogo-ommegang.

## Geschiedenis

### De oorsprong en het ontstaan van Bellingen
Over de oorsprong van de naam Bellingen zijn er verschillende hypotheses. Volgens de etymologen Jan Lindemans en Godfried Kurth zou de plaats verwijzen naar de verblijfplaats van leden van de familie Bello. Het huis of de nederzetting van Bello is gelinkt aan het achtervoegsel "ingahaim" (Bellingahaim). Het toponiem "Bellingen" zou afgeleid zijn van het Saksische "Bellingas". Dit zou wijzen op een ontstaan rond 800. Lindemans J. suggereert dat mogelijks Karel de Grote hier een groep gedwongen inwijkelingen heeft neergezet. Van Belleghem L. veronderstelt dat de Brabantse tak van de familie Van Bellingen ontstaan zou zijn uit het huis van Belleghem (West-Vlaanderen) waarvan de heer in 1111 burggraaf van Kortrijk en econoom-boekhouder van Vlaanderen was. Bellingen zou een herinneringsstichting zijn uit 1146. Het feit dat de schilden van de gemeente Bellingen, van de abdij van Cantimpré, de stad Kortrijk en de Groeninge-abdij identiek zijn (keper op een zilveren veld), zou hiervoor een bewijs kunnen zijn. De meest aannemelijke hypothese is die van L. Verbesselt. Die sluit aan bij de hypothese van Lindemans maar situeert de oorsprong in de Frankisch-Merovingische periode. Hij stelt eveneens dat de oorsprong van de naam afgeleid is van een klassiek geromaniseerd "-ingahaim" dat duidt op een woonst of heem. De plaatsnamen met "inga-inge(n)-hem" verwijzen op de landkaart naar de vruchtbaarste gedeelten van het land. Zulke plaatsnamen zijn talrijk aanwezig in Zuid-Vlaanderen, Brabant maar ook in West-Vlaanderen. Verbesselt verwijst hierbij naar de grote omliggende domeinen zoals Herne, Kester, Halle, Lennik die reeds in de 7e eeuw vernoemd worden. Hierbij behoorde ook het agglomeraat Pepingen. Deze nederzetting of een primitief "hof" zou dan later opgenomen worden in het kloostercomplex. Vermits het kloostercomplex bezit nam van een deel van de omgeving was er zeer weinig mogelijkheid tot uitbreiding. Het aanwezige kerkje werd vrij snel een kloosterkerk. Hierdoor kwam er nooit een centrum tot ontwikkeling rond de kerk en is de dorpskern afwezig. Ook het wegennetwerk was bepalend voor de verdere dorpskomontwikkeling. De belangrijkste wegen liepen niet langsheen deze nederzetting. De baan Halle-Geraardsbergen liep langs het huidige Kattenhol en volgde de oude Romeinse heerbaan tot Kester (knooppunt met de hoofdweg van Asse-Bavai). De weg van Halle naar Edingen liep langs het huidige Kasteel "Den Daal". Verder waren er enkel maar kleinere verbindingswegen. Er is sprake van enkele hoven in de buurt zoals Wannaka, Ten Berge, Ten Dale, Ter Loo en Ter Broeck. Geen ervan schijnt Bellingen te hebben geheten. Rond die hoven kwamen gehuchten tot ontwikkeling welke leidde tot de indelingen van het dorp zoals die nu gekend zijn. J. Lindemans identificeert het dorp Bellingen met het hypothetische "Ten Berge" en tegenhanger van ten Dale. Het geslacht "de Monte" (ten Berge of Van den Berghe) behoorde in het begin van de 13e eeuw tot het voornaamste van de streek. Vooral Johannes de Monte was een welstellend en invloedrijk man. Over de vroege ontstaansgeschiedenis van Bellingen zijn weinig gegevens bekend. Het was sinds de oudheid een klein en weinig bewoond oord en maakte deel uit, zoals veel plaatsen in het oude Brabant, van het grote domein van de Gertrudis abdij te Nijvel die gesticht werd in de 7e eeuw. Een andere kloosterstichting uit de 7e eeuw, opgericht door Waltrudis (afstammelinge van een Merovingische familie) bezat eveneens gronden rond Bellingen. De stad Bergen zou ontstaan zijn rond dit klooster(7). Het gebied zou in die periode bosrijker geweest zijn dan nu. Het zou deel uitgemaakt hebben van een aaneengesloten woud (Zoniën, Hallerbos, Steenhout, Strijthout en Raspalie). De conclusie hiervan staat in verband met de ontwikkeling van de taalgrens. Deze ontstond langsheen een natuurlijke barrière waarbij de bosrijke gebieden een zeer beperkte inwonersdichtheid hadden. In de Karolingische periode (9e eeuw) droegen de machtshebbers de regionale macht over aan trouwe bondgenoten (adel en klooster) welke begiftigd werden met eigendommen, rechten en privileges ter bevordering van de orde en de godsdienst. De edelen en abten droegen op hun beurt de macht over aan lokale heren. De edellieden werden steeds machtiger, stelden zich op als beschermheren van de kloosters in hun streek en noemden zich de wereldlijke abten. Hierdoor palmden zij uitgestrekte landerijen en eigendommen in ten nadele van de kerk. Ten tijde van de oprichting van de priorij in Bellingen (1182) behoorde het gebied, feodaal gezien tot het graafschap Henegouwen waarbij de heren van Edingen als leenman van de graaf van Henegouwen er een belangrijke rol gaan spelen in de verdere ontwikkeling. Het gebied bevond zich op de grens van het pas gevormde hertogdom Brabant (voorheen het graafschap Leuven). De streek rond Bellingen bestond uit een lappendeken van kleine gebieden die toebehoorden aan Henegouwen, Brabant of bezit waren van een lokale heer of abdij. De grillige grens tussen Henegouwen en Brabant was herhaaldelijk aanleiding tot na-ijver en onenigheid over het eigendomsrecht van talrijke gehuchten. Ter verdediging werden er versterkingen gebouwd zoals de Wasnacha-vestiging (Wannake(n)). Op kerkelijk vlak behoorde de regio toe aan het bisdom Kamerijk. Zelfs na de stichting van de priorij bleef Bellingen een "hofdorp" met een kerkje, een pastorie, enkele grotere landelijke nederzettingen (abdijhoeve) en hutten van een aantal kossaten (dagloners zonder land die er kwamen werken) te midden van vruchtbare akkers en weiden. De moederparochie was Pepingen met de heilige Martinus als patroonheilige. Wanneer in 1138 de bisschop van Kamerijk het patronaatsrecht over de kerk van Pepingen van de abdis van Nijvel bevestigt, staat bij het overzicht van de verschillende kerken behorend tot het "Diets domein" van Nijvel niets vermeld over het "appendicum" van Pepingen. De parochie "Bellingen" zou niet voor 1150 opgericht zijn.

### De stichting van de abdij van Cantimpré van Kamerijk
In de loop van de tweede helft van de 12e eeuw kwamen er een aantal vrome mannen samen om te bidden en godsdienstige liederen te zingen in de velden en weilanden van Kamerijk (Cambrai). De naam Cantimpré verwijst naar "cantare in prato" d.w.z "zingen in het weiland". De voorman van deze godvruchtige personen was Johannes, die later de eerste abt van de abdij zou worden. Ze kregen toelating in 1180 om een kapel op te richten op de grond van de heer Hugo, heer van Oisy en kastelein van Cambrai. Hiermee werd de basis gelegd van de latere abdij van Cantimpré. De heer van Oisy ondersteunde de adbij met schenkingen. Hij schonk de abdij de tienden van Wagnel, het land van Raillencourt, het bos van Vaccaria en de oven van Crève-Coeure. De monniken binnen zijn heerlijkheid werden vrijgesteld van belasting. De kerk ondersteunde eveneens de geestelijke gemeenschap en bisschop Rogerus (Roger De Wavrin) stond gedurende 1 jaar de opbrengst van zijn bisdom af aan de adbij. Hij schonk kostbare relikwieën die hij meebracht van overzeese reizen. Bisschop Rogerus hechtte in 1182 de pas opgerichte priorij en het aanwezige kerkje in Bellingen aan de abdij van Kamerijk. De kerkelijke registratie in Bellingen en omgeving viel immers in tijd onder het bisdom Kamerijk. Dit bisdom was erg uitgebreid en omvatte bij het ontstaan heel de Civitas Nervorium, het oude stamgebied van de Nerviërs. De eerste abt, Johannes, bestuurde gedurende 28 jaar (1180 tot 1208) de abdij. Bisschop Rogerus breidde de abdij uit. Er werden religieuzen, afkomstig van de abdij van Sint-Victor in Parijs (gesticht in 1130) toegevoegd. Deze monniken volgden de regel van Sint-Augustinus waardoor de monniken uit Kamerijk eveneens deze regel overnamen. De abdij heette toen "Notre-Dame-des Prés". Ook de "cure van Saint-Sauveur" werd door Rogerus toegevoegd aan de abdij. De cure was het uitoefenen van het pastoorsambt in een bepaalde parochie. Abt Johannes liet de kapel vervangen door een kerk, die vanaf dan ook dienst deed als parochiekerk van Cantimpré of Saint-Sauveur. Johannes werd opgevolgd door abt Mattheus. Johannes stierf enkele jaren na zijn aftreden en zijn stoffelijk overschot werd bijgezet in de abdij van Kamerijk. Na de verwoesting van de abdij in 1580 werden de resten overgebracht naar de abdijkerk van Prémy te Cambrai. De derde abt was de meest beroemde abt uit de geschiedenis van de abdij, Thomas van Cantimpré (Thomas van Bellingen of Thomas Bellenghen, 1201-1272). Hij was gedurende 12 jaar abt en schreef " Vita Ioannis Cantimpratensis", het leven van de eerste abt Johannes van Cantimpré. Nadien verliet hij de gemeenschap om toe te treden tot de Orde van de Dominicanen. Hij was eveneens natuurwetenschapper, onderzoeker, kroniekschrijver, moralist en hagiograaf. De vierde abt van Cantimpré was Nicolas (1236-1238). Het volledige overzicht van de abten werd beschreven in het boek van Everaert en Bouchery uit 1878: "Geschiedenis van Klein Waalsh Brabant, bevattende de gemeenten Pepingen, Bellingen, Beert, Bogaarden en de abdij van Catimpret". Zij waren de eersten die schreven over de abdij.

### De oprichting van de priorij van Cantimpré van Bellingen
Het aanwezige kerkje in Bellingen moet ouder geweest zijn dan de priorij, vermoedelijk opgetrokken rond 1150. Uit onderzoek bleek ook het bestaan van een omwalde hoeve vóór de komst van de monniken. Het eerste kerkje was gewijd aan de heilige Maria. De funderingsacte meldt dat dit kerkje opgetrokken werd op eigendom van een zekere "Wannaka". Voor het kerkje was er geen restitutie van een wereldlijke heer en bisschop Rogerus kon vrij beschikken over de kerk wat ook blijkt uit de oorkonde. In 1182 schonk Rogerus het kerkje en de pastorij aan de abdij van Cantimpré in Kamerijk om er ter plaatste een augustijnen priorij te stichten. Het eerste kerkje werd verbouwd door twee priesters van wie alleen de voornamen gekend zijn, Martinus en Leardicus. Zij waren de eerste bewoners van de priorij en waren belast met de werking van de kerk. De afhankelijkheid van Kamerijk was niet naar de zin van de reguliere kanunniken van de priorij, ten bewijze het feit dat zij van hun bisschop eisten en bekwamen dat zij hun zelfstandigheid zouden terugwinnen als het aantal geestelijken in Bellingen gevoelig zou toenemen. De pas opgerichte priorij ontving schenkingen. Egericus de Risoy (Ridder van Ter Rijst) schonk zijn woning te Bellingen gelegen aan de priorij als onderkomen voor de monniken. De tekst vermeldt "…domum suam de Risoy, modo situm in atrio de Bellinghen ad habitationem fratum…" Deze Egericus was mogelijks de vader van Thomas van Cantimpré en vermoedelijk de eerste bewoner van de versterking Wannake(n) (Wasnacha). Het was op hun grondgebied dat het kerkje gebouwd werd en de versterkte burcht behoorde toe aan de heren van Edingen, leenman (vazal) van de graaf van Henegouwen. Egericus schonk naast de woning 10 bunders bos in Raspalie. Deze schenking wordt in 1226 door Engelbertus II, heer van Edingen bevestigd "…40 mencaldes nemoris modo reductus in terram arabilem in nemore de Raspalt…" (40 mencaldes zijn 40 maten wat overeenkomt met 10 bunders). In 1230 blijkt de priorij reeds eigendommen te kunnen kopen. Zeger, zoon en opvolger van Engelbert II bevestigde de aankoop van 9 bunders weiland van Engelbert van Ottenges (=Oetingen) en zijn vrouw Mathilde. In een aantal oorkonden en schenkingsakten is ook de naam vermeld van een andere milde schenker: Johannes de Monte. De heer van Edingen keurde in 1234 zijn schenking van 10 bunders land te Bogaarden in het Raspaliebos goed: "… 10 b terrae in parochia de Bogardis in nemore de Raspalle que a me tenebat in feodum…" De naam "de Monte" of "Van den Berghe" doet denken aan hof of vestiging gelegen op een berg. Mogelijk zou dit kunnen wijzen op de hoogte waarop de huidige Onze-Lieve-Vrouwkerk van Bellingen en de abdijhoeve Cantimpré gelegen zijn. Er is geen oorkonde gekend over het verwerven van gronden door de priorij voor de bouw van deze abdijhoeve hoewel door de eeuwen heen het grondgebied van de priorij op liep tot 58 bunders. Waarschijnlijk was Johannes de Monte de schenker van deze gronden. Volgens Jan van Bellingen, die een boek schreef over Thomas van Cantimpré, zou deze Johannes de Monte de broer geweest zijn van Thomas van Cantimpré. In hetzelfde jaar als de stichting van de priorij (1182) veroverde de hertog van Brabant deze vestiging Wannake(n) die ergens op de grens tussen het huidige Bellingen en Pepingen (Hoesnaak) moet gelegen hebben. Dit was de aanleiding van de bloedige oorlog om Lembeek. In 1185 werd een vredesverdrag ondertekend. De burcht werd door Engelbert II opgebouwd op de resten van de oude burcht of in de nabije omgeving. Engelbert II en zijn vrouw Ida van Avesnes waren de weldoeners van de priorij in Bellingen en werden begraven in de priorijkerk van Bellingen. De geschiedschrijving en genealogische data betreffende de heren van Edingen spreken elkaar tegen wanneer zij moeten bepalen om de hoeveelste Engelbertus of Ingelbertus het gaat. Mogelijk was Ida van Avesnes (overleden in 1217) de tweede vrouw van Engelbert IV maar andere bronnen vermelden dat ze de tweede echtgenote was van Engelbert III. In de loop van de volgende eeuwen ontving de priorij (later de abdij) meer schenkingen. Op het einde van het ancien regime had de abdij van Cantimpré van Bellingen ruim 220 bunders in het bezit voornamelijk gelegen in Bellingen, Beert, Bogaarden, Heikruis, Herfelingen, Kester, Leerbeek, Pepingen en Klein Edingen. De abdij van Cantimpré in Kamerijk stuurde regelmatig verantwoordelijken naar Bellingen om de inkomsten te innen en een oogje in het zeil te houden. Zo werd in 1501, Paul De Bourlon als 24ste abt gewijd door Henri de Barges, bisschop van Kamerijk, speciaal bevoegd voor de priorij van Bellingen. Rond dezelfde periode als de stichting van de priorij Cantimpré van Bellingen (1182) werd in de buurt een klooster van de cisterciënseressen gesticht. Het was Johannes De Monte die een eigendom in Beringen (gehucht van Pepingen) gelegen op de O.L.Vrouweberg of Varenberg daartoe schonk. De toestemming voor deze schenking werd door de hertog van Brabant gegeven in 1234. Het domein lag op Brabants grondgebied. In 1235 werd ook de toestemming gegeven door de paus, de bisschop van Kamerijk en de abdis van Nijvel. De nieuwe kloosterstichting werd onder leiding gesteld van priorin Geertruid Van Bellingen, dochter van de weldoener Johannes de Monte. Na een korte tijd verliet de orde de locatie op de Varenberg door tekort aan water en verhuisden ze naar Groot-Bijgaarden waar ze uitgroeiden tot een welvarende kloosterorde.

### De verdwijning van de abdij van Cantimpré van Kamerijk
De geschiedenis van deze abdij liep parallel met die van de stad Kamerijk. Kamerijk behoort nu tot Frankrijk maar destijds behoorde het tot het Rooms-Duitse keizerrijk. Het keizerrijk was een verzameling van feodale staten. Karel de Grote werd door paus Leo III op de troon gezet om te kennen te geven dat hij door de kerk aanzien werd als de opvolger van de Romeinse keizers. De keizers werden verkozen als koning door vertegenwoordigers van de verschillende vazalstaten. Later volgde dan de kroning door de paus als keizer. Een van de beroemdste keizers was Karel V (keizer Karel). Kamerijk en het Kamerijkse had als opperste leenheer de Duitse keizer. Kamerijk lag in de directe nabijheid van een machtige buur, Frankrijk. Daar was erfelijk koningschap ontstaan dat in tegenstelling tot het Rooms-Duitse Rijk eerder een sterk centraliserende politiek voerde. Ook het hertogdom Bourgondië oefende zijn invloed uit en was gedreven om zijn grondgebied uit te breiden. Kamerijk voelde zich cultureel meer verbonden met Frankrijk dan met het keizerrijk. Het was de Franse koning, Lodewijk XI die het lont in het kruitvat stak. Hij werkte de hertog van Bourgondië tegen met als doel Bourgondië in te lijven bij Frankrijk. In 1477 sneuvelde Karel de Stoute, de toenmalige hertog van Bourgondië, in de Slag bij Nancy. In 1476 probeerde de Franse koning Kamerijk te veroveren maar slaagde er niet in. Toen keizer Karel V aantrad als Rooms-Duitse keizer liet hij Kamerijk aanzienlijk versterken door de bouw van onder andere een citadel. Kamerijk komt uiteindelijk in Spaans vaarwater omdat Filips II van Spanje, de zoon van keizer Karel erfgenaam werd van de Spaanse Nederlanden en dit tot ongenoegen van de inwoners van Kamerijk. Koning Hendrik II van Frankrijk profiteerde van deze situatie en ondernam een poging om Kamerijk te annexeren. Het was bij die gelegenheid dat de abdij platgebrand werd in 1553. Het Leger van Vlaanderen hield stand. De volgende koning, Hendrik III van Frankrijk, slaagde erin Kamerijk te veroveren en stelde een gouverneur aan. De abdij werd hersteld maar niet voor lang want de hertog van Parma (Alexander Farnese) stond opnieuw aan de poorten van Kamerijk om het te veroveren van de Fransen. In 1580 werd de abdij hierdoor volledig verwoest en bleven er enkel ruïnes over. Historici waren het lang oneens over waar de abdij gestaan had. Afbeeldingen tonen een locatie buiten de stadsmuren. De monniken hadden zich in 1580 terug getrokken in een "refugium", een toevluchtsoord binnen de stadmuren. Het was lang onduidelijk waar precies dit oord gelegen zou hebben maar in een oud huis in de Recolettenstraat te Cambrai vond men de grondvesten van wat ooit een kloostergebouw moet geweest zijn. Een zuil draagt de datum 1580, het jaar van de vernieling van de abdij. De monniken verbleven er een twintigtal jaren, veel te klein behuisd en hopende op de heropbouw van hun abdij wat ijdele hoop bleek te zijn. Toen men buiten de stadsmuren plantputten maakte in een boomkwekerij werd de vloer van een van de gebouwen van de abdij ontdekt waardoor de locatie van de verdwenen abdij Cantimpré van Kamerijk nu wel degelijk gekend is.

### De priorij Cantimpré van Bellingen wordt abdij
In 1580 werd besloten om uit te wijken naar de priorij in Bellingen. Het refugium werd achtergelaten onder de hoede van enkele monniken. De bijzondere clausule die bij de oprichting van de priorij in Bellingen door bisschop Rogerus bekrachtigd werd, kwam nu van pas. Deze hield in dat bij een aangroei van het aantal monniken de priorij de titel van abdij zou verwerven, ook al zou dat nog enkele jaren duren, tot in het begin van de 17e eeuw. Zeven abten hebben de kloostergemeenschap in Bellingen bestuurd.

#### Bon Campion (of Champion) (1580-1605, 28steabt)
Deze abt regelde de uittocht van de monniken naar Bellingen omdat de behuizing te krap was in het toevluchtsoord in Kamerijk en het oorlogsgeweld aanhield. Hij werd tot abt verkozen in 1583. Hij was de laatste om naar Bellingen te vertrekken (1587). Vijf kanunniken kwamen over en iedereen dacht dat de operatie van tijdelijke aard zou zijn. Het grootste probleem was de leefbaarheid van de kloostergemeenschap. Tachtig procent van de inkomsten van de toenmalige priorij kwamen van goederen en landerijen gelegen rond Kamerijk en die had Bon Campion niet meer. De priorij was barstenvol en de abt had te weinig en bovendien te onregelmatig inkomsten. Deze problemen waren bekend bij de "Spaanse geheime raad" en die overwoog om de abdij samen te voegen met die van Mareuil in Noord-Frankrijk. Bon Campion overleed in 1605 en werd in de Augustijner kanunnikenessenabdij van la Thure (Erquelinnes) begraven.

#### Nicolas de Henin (1605-1609, 29steabt)
Op 12 december 1605 werd onder advies van de aartshertogen Albrecht van Oostenrijk en Isabella van Spanje een nieuwe abt aangesteld, Nicolas de Henin. Onder zijn bewind begon het iets beter te gaan met de priorij. De geestelijken hadden zich aangepast en de inkomsten werden betrouwbaarder. Zijn abbatiaat duurde slechts 4 jaar en hij werd begraven in Bellingen. Zijn devies was "virtus omnis donat" (de deugd geeft alles). Na zijn dood stelden de 6 kanunniken van Bellingen Henri Corion, de rentmeester, voor als nieuwe abt. Maar de aartshertogen hadden na het mislukken van de fusie met Mareuil andere plannen met de priorij. Ze wilden landerijen die behoorden tot de abdij van St. Remi in Reims geven aan de aartsbisschop van Roermond. In ruil daarvoor zou de abdij beheerder worden van de abdij van Aucourt en de priorij te Bellingen. Henri Corion slaagde erin de plannen te dwarsbomen. Als tegenzet weigerden de aartshertogen om Corion te steunen als volgende abt zodat deze tot aan zijn dood in 1612 enkel de administratie van Cantimpré bleef doen. Na zijn dood nam Robert Japin die administratie over. De kanunniken stelden Robert Japin voor als derde abt maar de aartshertogen stelden een nieuwe kandidaat voor, Josse Sermet.

#### Josse Sermet (of Joost, Judocus, Georges Sermet) (1609-1635, 30steabt)
Josse Sermet werd geboren in Aat en werd geestelijke te Valencijn (Valenciennes). Hij was de abt die zijn stempel zou drukken op het verblijf van de monniken van Cantimpré en de oude priorij. Hij werd bekend door zijn aandeel in de verbouwing van het klooster en van de kerk, in de vorm zoals ze er nu staat. Met de goedkeuring van de bisschop van Kamerijk, de aartshertogen en de paus kreeg hij in 1614 de toestemming om de kanunniken definitief over te brengen naar Bellingen. De priorij kreeg vanaf dan het statuut van abdij "Abbeye de Cantimpré a Bellinghe". Aan de kerk werd hoofdzakelijk gebouwd tussen 1619 en 1635 met de toestemming en de geldelijke steun van Karel van Arenberg (1550-1616) en Anna van Croÿ-Chimay (1564-1635). De huidige priorij was te klein en de oude priorij- kerk werd vergroot tot een abbatiale kerk met plaats voor 32 kanunniken. De verblijfplaats (kloosterpand) tegen de noordmuur van deze kerk werd aangepast en vergroot om te voldoen aan de behoeften van een volwaardige abdij. Op het gelijkvloers bevond zich een gaanderij die in kruisbooggewelven opgetrokken was. Daarnaast bevond zich de kapittel- en eetzaal. Boven dit alles was er de slaapzaal met een trap die uitkwam in de kerk. Voor zichzelf liet abt Sermet een abtsgebouw met een huiskapel oprichten vlak bij de gebouwen van de abdij. Frans van der Burch, bisschop van Kamerijk, kwam de abdijkapel inwijden in 1618. De abdijkapel moest ook de functie van parochiekerk vervullen maar de plaats voorzien voor de parochianen was te klein.
Er was eveneens een ontvangstzaal en een bibliotheek. Het complex was ook voorzien van een bakkerij, wasplaats en een zolder. De derde kant van de binnenkoer was bestemd voor de schuur, paardenstallen en veestallen. Het geheel werd ommuurd. Op verschillende plaatsen werden jaartallen voorzien en wapenschilden geplaatst. Onder het bewind van Josse Sermet kende de abdij voorspoed en steeg het aantal kanunniken tot 12. De inkomsten van de abdij bedroegen 600 gulden per jaar en dat was voldoende om als kloostergemeenschap te kunnen overleven. Josse Sermet was een populaire abt want hij was de dooppeter van verschillende te Bellingen geboren kinderen uit welgestelde families. Hij verkocht refugehuizen die eigendom waren van de abdij in Brussel en Edingen. Josse Sermet richtte zich tot Anne van Croÿ, echtgenote van Karel van Arenbergg voor de financiering en de uitbreiding van de kerk. Er is briefwisseling over de verbouwing van de kerk, tussen Josse Sermet en Anne van Croÿ, hertogin van Aarschot en gravin van Arenberg, bewaard gebleven. De plannen werden goedgekeurd en de beslissing is terug te vinden op een akte gedateerd op 18 oktober 1619. Anne van Croÿ stelde haar voorwaarden aangaande afmetingen, meubilair en materialen. Ze kreeg ook een eigen zitplaats op het doksaal van de kerk. Het resultaat was grotendeels de aanzet tot het uitzicht van de tegenwoordige parochiekerk van Bellingen. Op een sluitsteen in het gewelf staat het jaartal 1623, vermoedelijk het jaartal van de inwijding van de kerk. Sermet werd gemijterd door paus Urbanus VIII op 17 mei 1630, geen enkele van de andere abten van Bellingen en Kamerijk kreeg deze eer. Zijn leuze was "Quae sursum" of "betracht het hoogste goed". Josse Sermet stierf in 1635 en werd begraven aan de voet van het hoofdaltaar in de kerk. De werken aan de abdijkerk waren bij zijn overlijden nog niet voltooid en werden door zijn opvolgers afgewerkt.

#### Nicolas Bernier (1635-1637, 31steabt)
Deze abt was afkomstig uit Ecaussines en kende een heel kort abbatiaat. Hij werd op 5 maart 1635 de opvolger van Josse Sermet. Kort na zijn aanstelling brak de pest uit in de streek. Ook de abdij werd getroffen en de abt overleed aan de ziekte. De kanunniken verlieten de gebouwen en trokken tijdelijk naar de heerlijkheid (Hof) Ter Loo (nu Kasteel-klooster Ter Loo) en Sint-Renelde (Saintes) waar ze iets meer dan een jaar verbleven.

#### François Pottier (1637-1657, 32steabt)
Op 10 februari 1637 werd in Sint-Renelde François Pottier gekozen als opvolger en als abt, gewijd te Bergen op 29 april 1637. Hij was afkomstig uit Quesnoy. In Bellingen was hij reeds 19 jaar hofmeester, abdijpriester en parochiepriester. Door de hoge uitgaven van zijn voorgangers, de sluimerende pest en de nog steeds onvolledige inkomsten uit het Kamerijk ging de toestand in de abdij achteruit. Het aantal kanunniken daalde tot acht en er waren ook slechts twee broeders. Noodgedwongen werden er gronden te Pepingen en Bellingen verkocht. François Pottier overleed in de zomer van 1657.

#### Pieter Reynbout Danckaert (1657-1669, 33steabt)
Als opvolger stelde de kanunniken en de aartsbisschop van Kamerijk, Andreas Lefebvre voor. Door tussenkomt van koning Filips IV van Spanje werd echter op 15 september 1657, Pieter Reynbout Danckaert benoemd. Hij werd geboren in Brussel en was prior van de reguliere kanunniken van Sint-Augustinus te Franckendael. Op 11 april 1658 werd onder druk van Filips IV van Spanje, Danckaert aanvaard als 33ste abt van Cantimpré. Op dat moment kon de abdij beschikken over een inkomen van 3500 gulden waarvan 3000 gulden uit de omgeving van Bellingen en de rest van andere gebieden uit de Nederlanden. Er waren geen inkomsten uit Kamerijk. Tijdens zijn bewind werden de kerk en de abdij volledig afgewerkt. Na Sermet was Danckaert de tweede abt die Bellingen als definitieve en enige vestiging van de abdij aanzag. Hij veranderde de naam in "Abbaye de Bellinghe dite de Cantimpré. Hij bekwam de erkenning als "grote adbij" te Henegouwen. Danckaert was een van de 14 abten die op 24 februari 1666, Karel II van Spanje, zoon van Filips IV inhuldigde in Bergen. Danckaert ijverde voor onafhankelijkheid en kwam hierdoor regelmatig in botsing met de aartsbisschop van Kamerijk en de Spaanse Geheime Raad. Hij was ook de oprichter van de broederschap van Sint-Elooi. Financieel ging de abdij er op achteruit. Hij overleed op 23 juni 1669 en werd in de kerk van Bellingen begraven.

#### Andreas Lefebvre (of Lefebure) (1669-1679, 34steabt)
Weer sloeg de pest toe en de monniken trokken naar het Hof Ter Loo, het huidige kasteel-klooster Ter Loo. Ondertussen was het politieke landschap sterk gewijzigd. Kamerijk (en ook Bergen) werd in 1677 onder Lodewijk XIV aangehecht bij Frankrijk. Voordien was het de Spaanse koning, als graaf van Henegouwen, die de aanstelling van de abten bekrachtigde maar nu had de Franse koning zijn zeg. De volgende abt, Andreas Lefebvre, moest de eed van trouw afleggen aan Lodewijk XIV, die eiste dat de monniken die verbleven in Bellingen naar Cambrai zouden komen bij de keuze van de nieuwe abt. Ze moesten een aantal kandidaten voordragen en hieruit zou de koning zijn keuze maken. Het werd Andreas Lefebvre, die de toestemming bekwam om terug te keren naar Kamerijk. Op 5 september 1669 werd de abt op 61-jarige leeftijd benoemd maar hij werd pas door de aartsbisschop van Kamerijk erkend op 11 februari 1677. De financiële toestand van de abdij was penibel. De inkomsten waren gedaald tot 2300 gulden en schulden waren opgelopen tot 17000 gulden. Rentmeester Augustin de Glarges hield de boekhouding bij. Niettegenstaande de slechte financiële toestand besteedde Lefevbre veel geld aan verfraaiingen. Hij ging een lening aan van 6000 gulden en bestelde drie schilderijen die werden toegeschreven werden aan Hubert Sporkmans, leerling van Rubens : "Boodschap aan Maria, "Aanbidding der Herders" en "Aanbidding der wijzen". Pierre Marolais, voormalig prior van Montmirail in Champagne en oud parochiepriester van Bellingen was vertrouwd met het Franse hof en werd coadjutor (vice abt) van abt Lefebvre. Op 28 mei 1677 kreeg Lefebvre toestemming van de Raad van Staten te Brussel om de zaak van zijn abdij in Frankrijk te gaan bepleiten en een terugkeer met zijn monniken naar Cambrai voor te bereiden. Lefebvre en Marolais vertrokken naar Cambrai en kwamen niet meer terug naar Bellingen. Ze namen hun intrek in het refugium en slaagden erin de goederen van de abdij van Kamerijk die eerder door de Franse bezetting aangeslagen waren terug te krijgen maar de abdij aldaar was (nog) niet opgebouwd. Zo ontstond er een situatie waarbij er in Kamerijk een abt en een coadjutor was maar geen abdij en monniken. In Bellingen was er een abdij en monniken maar was er geen abt. Lefebvre overleed in 1679.

### Het spanningsveld tussen Bellingen en Kamerijk tussen 1679 tot 1765
Pierre Marolais, 35ste abt, volgde Lefevbre op. Hij werd opgevolgd door Joseph Lecogne (Locogne). Door de spanningen tussen Henegouwen, die de regio in Bellingen bestuurde, en het Franse Hof die inspraak had bij de keuze van de abt, werden de verkiezingen van abten in Cambrai voor Bellingen bemoeilijkt. De 36ste abt, Lecogne, controleerde terug de situatie en verbleef bij gelegenheid weer in Bellingen. Op het einde van zijn abbatiaat in 1687 verwoeste een brand de slaapzaal, de bibliotheek van de abdij en de klokkentoren te Bellingen. Dit werd door diegenen die voorstander waren om definitief terug te keren naar Frankrijk aanzien als een teken van God. Lecogne werd opgevolgd door Augustin de Glarges. Hij liet zijn boekhouding te Bellingen in de steek en trok naar Frankrijk om nooit meer weer te keren naar Bellingen. Hij deed wel alles om de gebouwen te herstellen en gebruikte hiervoor Franse inkomsten. Hij overleed in 1707. Augustin de Glarges werd opgevolgd door André Cardon, een kanunnik die in Bellingen was geprofest en voorgedragen werd door de Franse koning. In 1709 veroverde Spanje weer de stad Bergen en op 22 oktober van dat jaar gingen de kanunniken in beroep om de "Franse" aanstelling van Cardon ongedaan te maken, echter zonder gevolg. In 1717 werd Cardon ingehuldigd als graaf van Henegouwen en hij legde de abdij in Bellingen een belasting op van 250 gulden. Op 23 januari 1720 vroegen de kanunniken in Bellingen opnieuw de afzetting van hun abt Cardon, die de geestelijken overtuigde om terug te keren naar Frankrijk. Na zijn overlijden in 1720 stelde de Franse koning een verkiezing voor van de opvolger waarbij de kanunniken uitgenodigd werden naar Frankrijk te komen. De Spaanse kroon weigerde dit en door toedoen van de Franse Koning werd dan op 2 maart 1720, Augustin de la Motte benoemd als 39ste abt van Cantimpré. Door het verlies van inkomsten uit Kamerijk werd de toestand van de abdij in Bellingen steeds erger. Ze probeerden als tegenzet nog de Spaanse koning de goederen van de Franse abdij Sint-Aubertus, gelegen in de Nederlanden, te doen aanslaan. Dit opzet mislukte en onderhandelingen in Cambrai met hun abt waren noodzakelijk om het voortbestaan van de abdij in Bellingen te verzekeren. Prior Pierre Ignace en hofmeester André Schockaert onderhandelden in Cambrai maar ze beschikten niet over de nodige schriftelijke bewijzen dat de abdij ooit naar Bellingen overgebracht werd. Er waren enkel de intenties daartoe van de abten Sermet en Danckaert. Het feit dat abt Lefebvre dit document waarschijnlijk meenam naar Frankrijk zorgde voor de onzekerheid voor een onafhankelijk voortbestaan. De Luikse abdij van Val des Écolier had interesse om de abtloze abdij in Bellingen over te nemen. De kanunniken vroegen uit vrees de toestemming aan de Spaanse Raad om hun "Franse" abt te erkennen wat dan ook gebeurde. Abt Augustin de la Motte overleed in 1729. Zijn opvolger, Idelphonse Dufour slaagde erin de vrede te herstellen. Hij werd door Bellingen erkend als hun abt en zetelde ook regelmatig in Bellingen. Op 10 oktober 1738 verliet de abt in het geheim Bellingen en liet een schuld achter van meer dan 20000 gulden. Er waren toen nog 8 kanunniken. Abt Dufour trok zich terug in het refugium en probeerde de kanunniken te overtuigen om terug te keren naar Kamerijk. De raad van Henegouwen weigerde echter de uitreisvisa te verlenen. Prior André Schokaert stelde een document op waarin de geschiedenis van de abdij beschreven werd met als doel te bewijzen dat de vestiging in Bellingen definitief en onherroepelijk was. Bovendien verbleven nog te meeste monniken in Bellingen en was de beloofde abdij in Kamerijk nog niet opgebouwd. Er werd een proces aangespannen tegen hun abt waarbij het Hof van Cambrai op 14 oktober 1745 uitsprak dat de abdij van Cantimpré in Kamerijk terug heropgericht moest worden. Idelphonse de Glarges werd eerst coadjutor van abt Dufour en volgde hem nadien op. De monniken verbleven nog in Bellingen tot wanneer de nieuwe gebouwen in Kamerijk voltooid werden. In 1759 werden de abdijen van Cantimpré en Saint-André du Cateau verenigd. Op 5 juli 1765 beval Lodewijk XV de transfert van de kanunniken uit Bellingen naar de pas opgerichte abdij die zich bevond op de gronden gelegen tegenover de plaats van de oorspronkelijk verwoeste abdij. Dertig jaar later verdween deze abdij alsook die in Bellingen ten gevolge van de Franse Revolutie.

### Het verval van de abdij van Cantimpré van Bellingen
De abdij in Bellingen werd na twee eeuwen opnieuw een priorij. Rond 1750 waren er in de abdij van Cantimpré in Kamerijk nog 12 geestelijken en in de priorij te Bellingen 5. Op 13 januari 1759 werd Dom François Descalande als prior aangesteld. Hij werd benoemd door abt Dufour en stierf te Bellingen in 1776 op 66-jarige leeftijd. Zijn opvolger werd prior Dom Martin Jérome Limbourg die aangesteld werd door abt Idelphonse de Glarges. Dom Martin werd de laatste prior in Bellingen want onder zijn bewind brak de Franse Revolutie uit en de kerkelijke goederen zouden grotendeels aangeslagen en openbaar verkocht worden. Op 24 februari 1793 kwam Antoine Bérard (namens generaal Ferrand), vergezeld van de gevolmachtigde commissaris met standplaats Bergen samen in de priorij met de "citoyens" Corneille Degroot en Georges Bossuyt om een inventaris van de goederen op te maken. De Franse sansculotten waren al eerder langsgekomen maar moesten vluchten omdat volgens de overlevering, de paters de bijenkorven loslieten op de soldaten. In de inventaris werden alle goederen, meubels, kledij, gereedschappen, zilverwerk en het aanwezige geld opgenomen zoals geëist in artikel 4 van het decreet van 15 december 1792 van de Franse Republiek. De kloostergemeenschap bestond toen nog enkel uit de prior Martin Jérome Limbourg, vier monniken (Benoit Dubois, Jean Lambert Lourdel, François Daminet en Gaspard Roosens, die dienst deed als parochiepastoor) en een lekenbroeder Louis Greencourt. De inhoud van de inventaris lijst is vrij gedetailleerd en schetst een beeld van de verscheidenheid aan goederen en kunstwerken aanwezig op dat moment. Bij het opmaken van de inventaris werd gestart met de sacristie en de kerk. Nadien volgde de eetplaats waar een 10 tal schilderijen hingen (afbeelding van Christus en landschappen), de kapittelzaal met Vlaamse wandtapijten met landschappen en de trap naar de slaapvertrekken die versierd was met 5 schilderijen. Er is ook sprake van de aanwezigheid van 500 boekdelen uit de bibliotheek, portretten van de aartshertogen Albrecht van Oostenrijk en Isabella van Spanje en 4 schilderijen met jachttaferelen. De inventarislijst omvatte eveneens de gemeenschapsbezittingen zoals het meubilair, het linnengoed en het huishoudelijk materiaal. Op de lijst was er geen vermelding van de relieken. Gaspard Roosens, lid van de kloostergemeenschap en parochiepriester, verborg samen met de geestelijken de relieken waaronder ook die van de heilige Drogo (Drogo van Sebourg) uit vrees voor de inbeslagname. Ook het aanwezige geld (Franse ponden, daalders, guldens en Nederlandse kronen) werd in beslag genomen. Er werd nota genomen van de actieve en passieve schulden die geregistreerd werden in het grootboek. Er werd vastgesteld dat er een passieve schuld was van 1500 florijnen per jaar waarvan het grootste deel voor 1792 afbetaald werd. Onder de passieve schulden waren er ook nog openstaande rekeningen van de aankoop van diverse goederen (vis, vlees, melk en eieren) en diensten zoals lonen van het personeel (3 knechten, een dienstmeid en een hovenier) werkzaam in de priorij. Ook was er sprake van achterstallige betalingen aan stielmannen zoals de smid, de kuiper en de brouwer. Onder de actieve schulden vielen de pachtgelden die aan de priorij betaald moesten worden. Er was een lijst aanwezig met 34 namen telkens met de te betalen bedragen. Het is opmerkelijk dat vele van die familienamen nog steeds voorkomen in Bellingen. Het teruggevonden keukenregister uit het jaar 1791 geeft een idee hoe de monniken leefden en wat er die in tijd gegeten werd. De monniken waren geabonneerd op het Journal de Feller, Le Magasin de Bruxelles, Le Mercure en La Gazette de Luxembourg. Dit blijkt uit een opgemaakt proces-verbaal dat werd teruggevonden in de archieven van Brussel. De kloostergoederen werden beschouwd als zwart bezit en werden verkocht aan Charles Claes, kasteelheer van Lembeek en eigenaar van een grote jeneverstokerij. De voormalige abdijkerk werd geschonken aan de parochie en de pastorij aan de kerkfabriek. De kloostergebouwen werden niet meer bewoond maar werden nog gebruikt als pachthof, nadien raakten die in verval en werden ze uiteindelijk afgebroken in de 19e eeuw.

## Archeologische opgravingen en vondsten

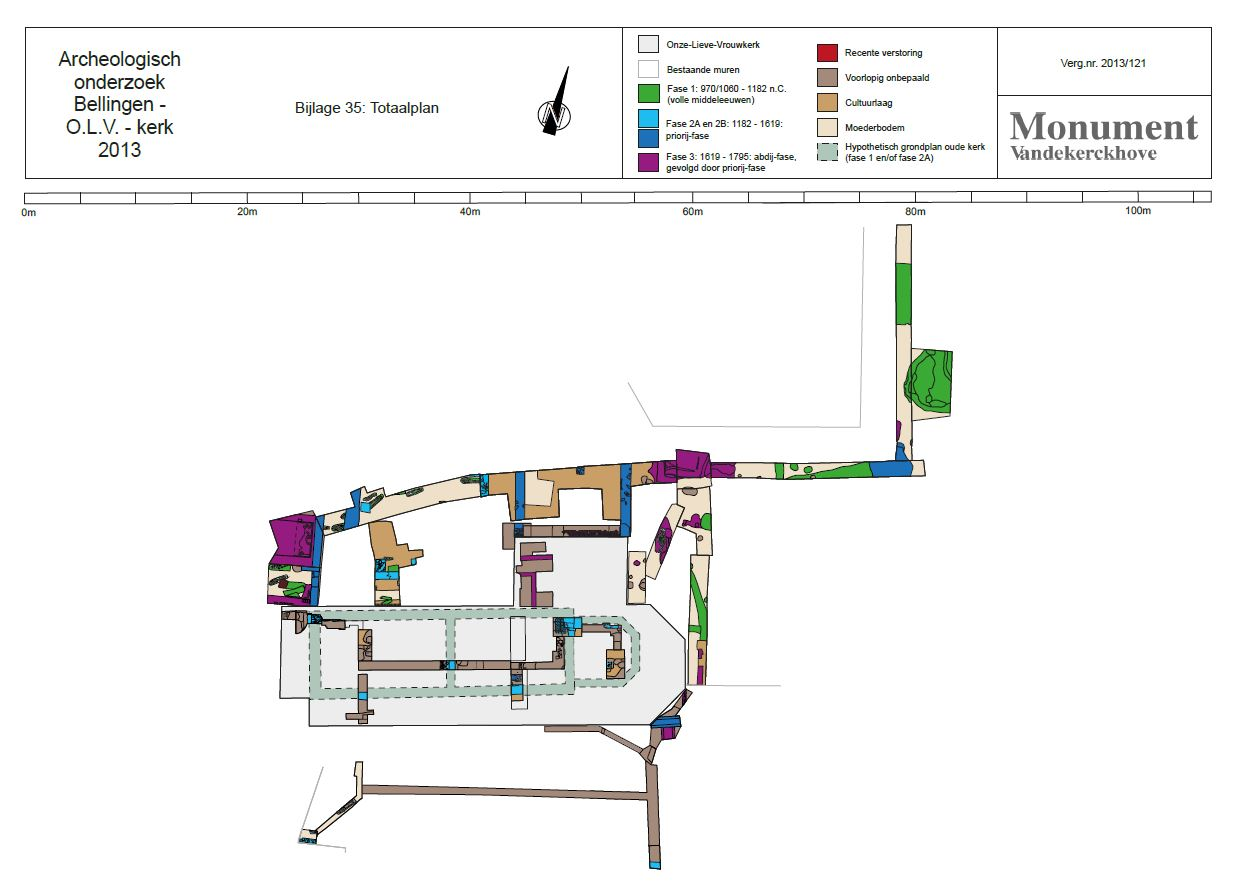
Totaaloverzicht van de archeologische site

### Inleiding
In het kader van de restauratie van de Onze-Lieve-Vrouwekerk in Bellingen werd er tussen 22 april 2013 en juni 2014, binnen en rondom de kerk, een archeologisch onderzoek uitgevoerd in opdracht van de kerkfabriek. De bevoegde overheidsinstantie was de dienst onroerend erfgoed van Vlaams-Brabant. De kerk is de nog aanwezige getuige van de verdwenen abdij van Cantimpré van Bellingen. Ingrijpende grondwerken voor de aanleg van de grondverwarming en riolering zouden waardevolle archeologische informatie over deze unieke site kunnen laten verloren gaan. Op basis van de archeologische bevindingen is het een meerwaarde om de historische kennis die reeds bestaat over deze site aan te vullen, te weerleggen of te synthetiseren. De evolutie op één plaats van kerk, priorij, abdij naar priorij is echter een zeldzaam gegeven. Andere voorbeelden van eerder onderzochte abdijen zijn Ename, Koksijde, de Sint-Pietersabdij en Sint-Baafsabdij in Gent.

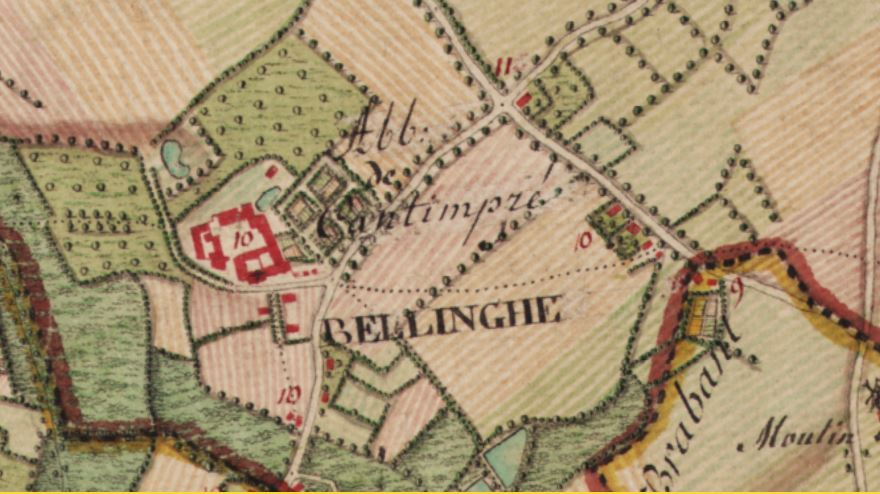
De plattegrond van de abdij van Cantimpré op de Ferrariskaart (1777)

### Cartografische informatie

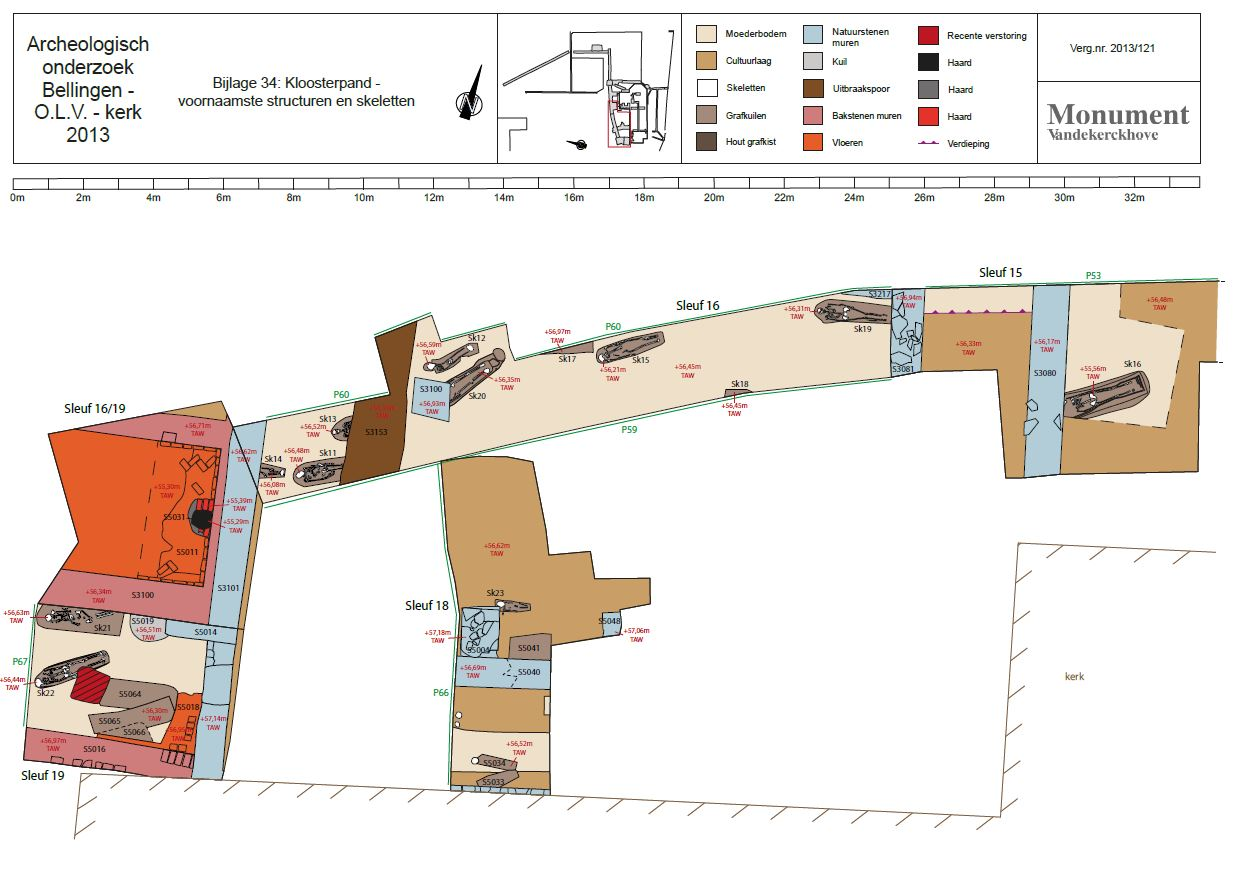
Kloosterpand voornaamste skeletten en structuren

Op de historische kaarten van Ferraris uit 1771-1777 en op de Atlas der buurtspoorwegen (1841) is het grondplan van de oorspronkelijke priorij en abdij gebouwen waar te nemen. Ten Noorden van de kerk is duidelijk het vierkante kloosterpand met tuinen en een vijver te zien. De meest oostelijke muur is wellicht diegene die tot op heden nog deels rechtop staat.

### Archeologische onderzoeksmethoden
Het onderzoek gebeurde in verschillende stappen. Eerst werden er opgravingen gedaan binnen de kerk en later werd er gegraven ten noorden van kerk waarbij onder andere de cartografische informatie een belangrijke leidraad vormde voor de werkdomeinen. Er vonden ook opgravingen plaats in de tuinzone en ten zuiden van de kerk (aan de huidige ingang en op het kerkhof). Dit archeologisch onderzoek was meer dan alleen het traditionele veldwerk met onderzoek naar muurfundamenten en sporen maar omvatte ook een aantal natuurwetenschappelijke onderzoeken. 14C datering (Koolstof 14) van beenderen en textiel, textiel conservatie, hout- en steendeterminatie en archeobotanie maken dit onderzoek bijzonder en compleet. De menselijke opgravingen werden onderworpen aan een "Quick Scan", een eerste onderzoek. Op basis van de volledigheid en de kwaliteit van de beenderen van de opgegraven skeletten werd er een selectie onderworpen aan een grondiger fysisch antropologisch onderzoek. Hierbij werd niet alleen het geslacht, de sterfteleeftijd, de lichaamslengte, de beenderinventarisatie en de gebitstatus onderzocht maar ook de mogelijke pathologieën werden opgespoord.

### Archeologische bevindingen: structuren, begravingen en materialen

#### Structuren

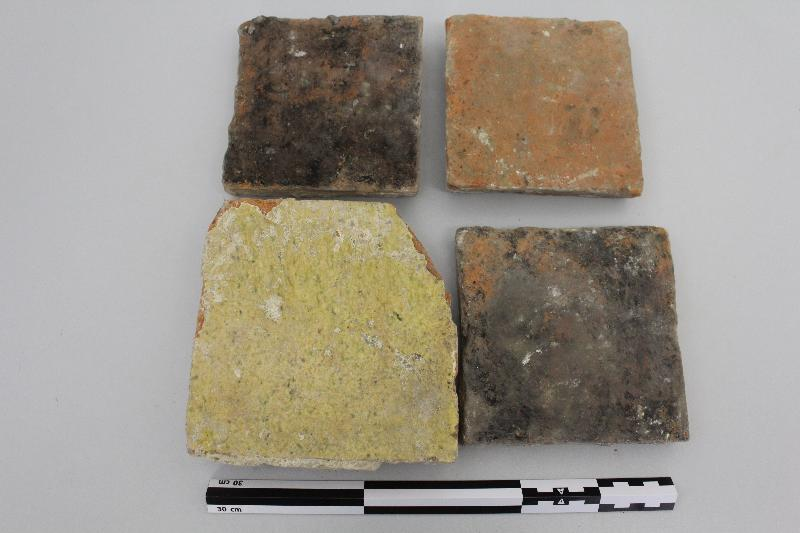
Assortiment tegels

De muurfunderingen in de kerk tonen aan dat er in de oudste bouwfase gebruikgemaakt werd van natuursteen (arkose steen) en de aangetroffen volle bakstenen muurstructuren dateren uit de 17e eeuw. Zeer opmerkelijk is de vondst van een uitzonderlijke hoeksteen die geselecteerd werd voor natuursteen analyse. Hieruit bleek dat de steen, een blauwgrijze schiefer (leisteen) was. Stratigrafisch behoorde die toe aan de formatie van Oisquercq meer bepaald het Lid van Ripain. Deze steen zou afkomstig kunnen zijn uit de omgeving van Sint-Renelde (niet ver van Bellingen) en het was zeer ongebruikelijk om die als bouwsteen te gebruiken. De originele tegelvoer van de abdijkerk uit de 17e-18e eeuw werd gevormd door een dambordpatroon van donker blauwgrijze en lichtgrijze tegels. Er werden ook vloeren gevonden die bestonden uit baksteen (onbepaalde datering) en vloeren die bestonden uit kalkmortel en/of bruingele zandleem mogelijks afkomstig uit de allereerste kerk. Bij de buitenopgravingen ten noorden van de kerk, in de nabijheid van de huidige sacristie werden fundamenten, vloerniveaus en zuilfunderingen van de vermoedelijke kapittelzaal gevonden. De opbouw bestond uit een allegaartje van verbruikte bakstenen en natuurstenen. Mogelijks maakte ook de huidige sacristie deel uit van de kapittelzaal. De aanwezige trap naar de slaapvertrekken naast de huidige sacristie werd niet dendrologisch gedateerd. Verder weg van de noordmuur van de kerk werden ook natuurstenen funderingen van muren en zuilen die waarschijnlijk deel uit maakten van de gaanderijen (waarvan de bogen tegen de kerkmuur nog zichtbaar zijn) en de aangrenzende vertrekken, ontdekt. In de westelijke zone van de achtermuur van de kerk, in de nabijheid van de voormalige doorgang met de nog zichtbare arduinen accolade boog werd er een lager gelegen ruimte (kelder) met een bakstenen vloer in visgraatmotief en een haard gevonden (17e eeuw). Bij de opgravingen aan de zuidkant werd er een opmerkelijke muur in natuursteen (oude kerkhofmuur die de scheiding vormde tussen het vroegere kerkhof en de tuin van de abdij) gevonden met een pad in baksteen, zoals er ook één ontdekt werd aan de noordkant van de kerk. De opgravingen in de tuinzone tonen aanwezigheid van kuilen en greppels. Sporen tonen aan dat deze werden gebruikt om kalk te blussen of leem te winnen (13e-14e eeuw). De aanwezigheid van grijs gekleurd aardewerk doet sterk vermoeden dat in deze zone reeds menselijke activiteit moet geweest zijn in de 12e eeuw.

#### Begravingen
Tijdens de opgravingen zijn er in alle zones van de site skeletten of skeletresten gevonden. In totaal werden er 24 skeletten aangetroffen waarvan 20 skeletindividuen opgegraven werden. Vier skeletten werden in situ bewaard en werden niet opgegraven. Acht skeletten bevonden zich in de kerk. De skeletten die in de kerk gevonden werden behoorden, gezien hun ligging waarbij de voeten naar het westen en het hoofd naar het oosten gericht waren, toe aan geestelijken. Het meest opmerkelijke skelet werd aangetroffen in het koor voor het hoofdaltaar, het betreft hier (enkel) een schedel die omwikkeld was met textiel versierd met gouddraad. Volgens de historische beschrijving zou dit kunnen gaan om Josse Sermet. In het kloosterpand werden 12 skeletten gevonden, twee aan de zuidkant en tien aan de noordkant. Twee skeletten aan de noordkant behoren niet tot de monniken vermits ze zich bevonden onder de zuilfunderingen van de gewelven en vermoedelijk dateren uit de periode van de priorij of de eerste kerk. C14-datering duidde aan dat een skelet met 95,4% zekerheid dateerde tussen 970 en 1160 en met 73,2% zekerheid tussen 970 en 1060, wat ook aantoont dat deze bovenliggende muren vanaf dan (Terminus post quem) al behoren tot de eerste fundamenten van de kerk. Aan de noordkant van de kerk werden ook de skeletten van 2 kinderen opgegraven uit 6 kindergraven. De skeletten die buiten de kerk opgegraven werden behoorden vermoedelijk toe aan burgers. Op zes skeletten werd er een uitgebreider fysisch antropologisch onderzoek verricht. Het betreft hier 5 skeletten toegeschreven aan het mannelijke geslacht waarvan er 2 behoorden tot de leeftijdscategorie 20-40 jaar en 3 tot de leeftijdscategorie 40- 60 jaar. Eén skelet behoorde toe aan een vrouw uit de leeftijdscategorie 20-40 jaar. Bij bepaalde skeletten werden er kenmerken gevonden die duidden op voedseltekort, fysieke stress of overbelasting van de schouders en rug, verbeningen, een goedaardig gezwel en tekenen toonden van excessief lopen of een langdurig werken in een gehurkte positie. Er werden zowel skeletten gevonden die begraven werden in houten kisten (aanwezigheid van nagels) maar er werden ook antropomorfe begravingen vastgesteld en begravingen in volle grond. De resten van grafkisten werden dendrologisch onderzocht en toonden aan dat de in de meeste gevallen populier of soms ook eik gebruikt werd. Er werden ook stalen uit en naast de graven genomen evenals uit de grachten van tuin om verder te onderzoeken op de aanwezigheid van pollen. Palynologisch onderzoek reconstrueert de regionale vegetatie en landbouw maar kan ook informatie bijbrengen over de grafritus (aanwezigheid van bloemen). Het archeobotanisch onderzoek toonde aan dat het landschap zeer open was met weiden (hooi) en akkers. In de graslanden bloeiden boterbloemen, knoopkruid en smalle weegbree en er groeide eik, linde, berk en hazelaar. De graansoorten konden niet worden gedetermineerd. Een vergelijking van de stalen genomen in en naast de graven toonden geen specifieke grafritus aan. Heel opmerkelijk is ook dat in de tuinzone het skelet van een bijna compleet rund (zonder horens, poten en staart) terug gevonden werd. Het dier is naar alle waarschijnlijkheid niet gebruikt voor consumptie.

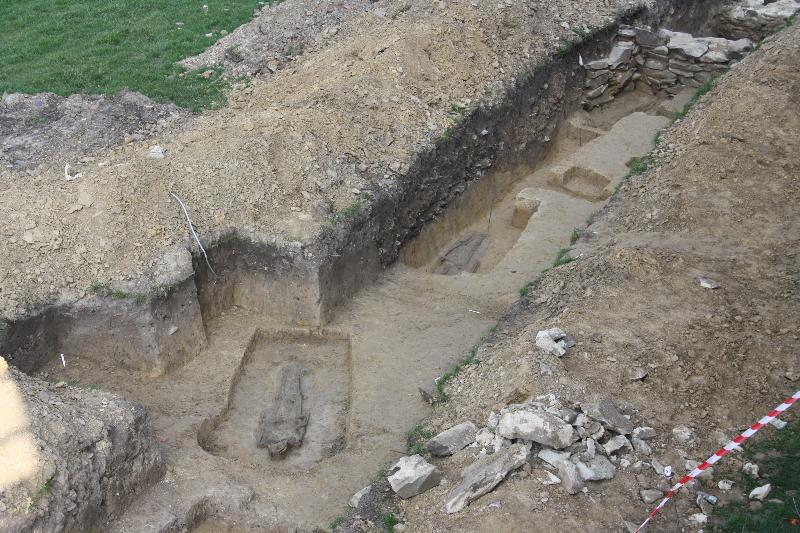
Opgravingszone aan de noordkant met 2 graven
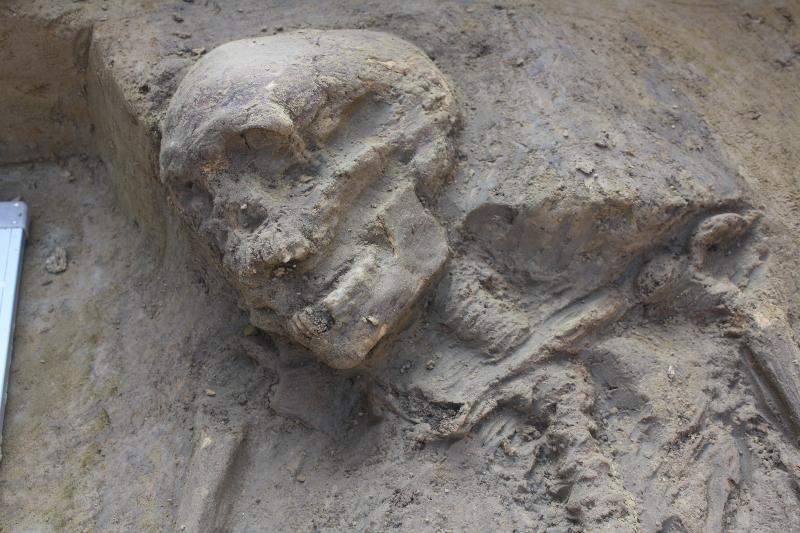
Detail van een skelet uit de volle middeleeuwen
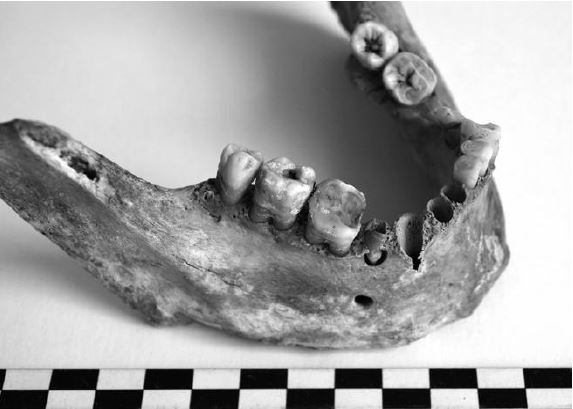
Fysisch antropomorfisch onderzoek van de onderkaak van een man tussen 40 en 60 jaar toonden cariës en tandabces

#### Materialen
Er werden heel wat vondsten en sporen ontdekt die een impressie geven van de materiële cultuur van de monniken. Het betreft hier aardewerk uit diverse periodes (grijs gekleurd uit de 12e eeuw tot rood geglazuurd van de 16e tot de 18e eeuw) en metalen voorwerpen zoals een sleutel, spijkers en munten, waaronder een unieke Franse noodmunt geslagen in 1595 in Cambrai tijdens de Franse belegering die in de tuinzone gevonden werd. Tijdens het onderzoek werden er in verschillende lagen en contexten tegels gevonden (geglazuurd en ongeglazuurd) die een beeld geven van de tegels van de 13e-14e eeuw naar de 17e-18e eeuw. Er werden opvallend beschilderde pleisterfragmenten met florale motieven en Franse lelies teruggevonden aan de vermoedelijke doorgang van het kloosterpand naar de kapittelzaal. Van de oorspronkelijke abdijmuren staan er nog enkele min of meer recht. Bij het onderzoek werden echter heel wat funderingen van verdwenen muurstructuren teruggevonden. De muren in baksteen gaan terug tot de Franse abdijfase (17e-18e eeuw). De muren die volledig in natuursteen werden opgebouwd vallen heel waarschijnlijk te linken aan de eerste priorij fase vanaf 1182. Voor de muurstructuren die bestaan uit een mengeling van natuursteen en kleinere brokken baksteen waren er geen specifieke dateringselementen voorhanden, maar heel waarschijnlijk verwijzen die naar de latere bouwfase waarbij de priorij uitgebreid werd (vermoedelijk 13e-14e eeuw). De C14 datering op het houtskool dat mogelijk aanwezig is de mortel zou uitsluitsel kunnen geven. Het ontdekte glaswerk omvatte onder andere een sierlijke sluiting van een parfumflesje en verschillende voeten van wijnglazen en flessen. Andere interessante vondsten waren een oorlepeltje en een ivoren tandenborstel (17e-18e eeuw) die wijzen op een zeker hygiëne en rijkdom. Er werd ook een pijpenkop opgegraven. Bij 4 skeletten die in de kerk aangetroffen werden zijn er ook resten van textiel gevonden. Gezien de O-W oriëntatie van de skeletten gaat het hier heel zeker over geestelijken die in hun ambtskleren begraven werden. De C14 analyse methode dateerde een mooi stuk geborduurd roodkleurig weefsel in keperbinding met gecorrodeerde metaaldraad uit de periode 1430-1490. Dit stuk textiel was geverfd vermoedelijk met de wortels van de wilde meekrap en de ingevlochten koperdraad is nu blauw geoxideerd. Het tweede stuk textiel met gouddraad dat gevonden werd rond de schedel aan het hoofdaltaar werd eveneens onderzocht met C14 analyse en dateerde tussen 1220 en 1275 wat doet uitsluiten dat de schedel, die gevonden werd maar niet opgegraven werd, niet zou toe behoren aan Josse Sermet die overleed in 1635. De stukjes textiel werden behandeld voor langdurige conservatie.

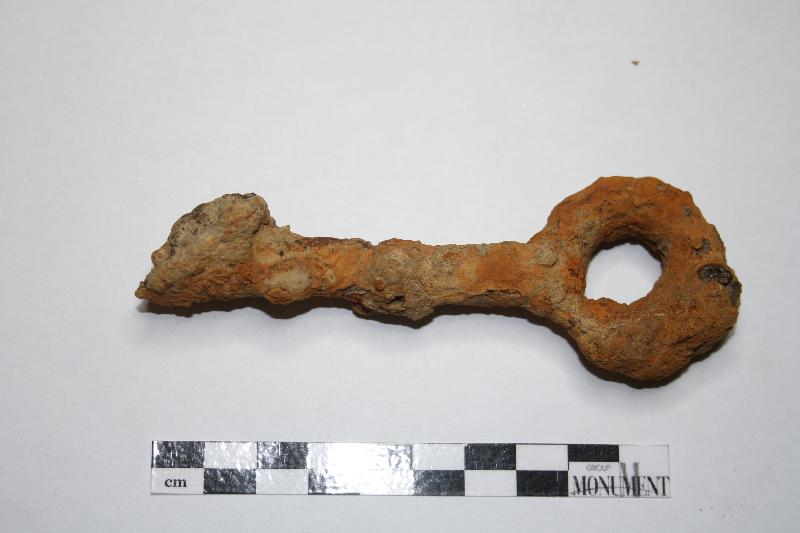
Sleutel
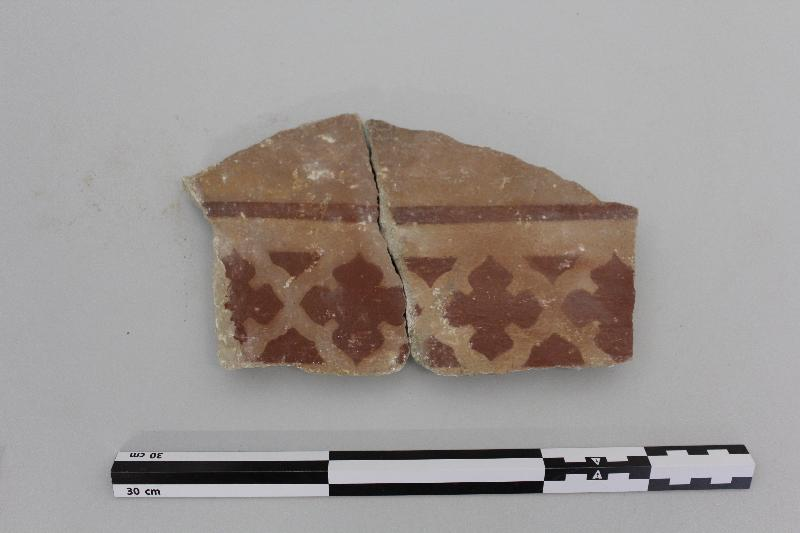
Beschilderde bepleistering
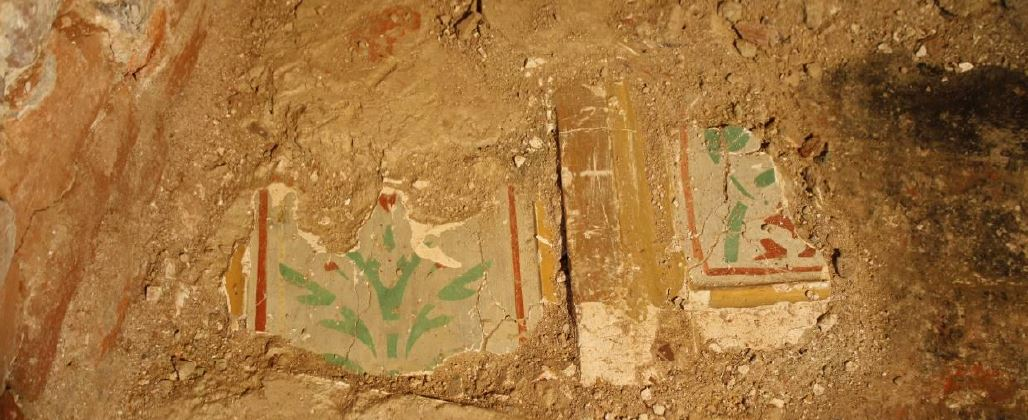
Restanten van bepleistering met erop beschilderde florale motieven
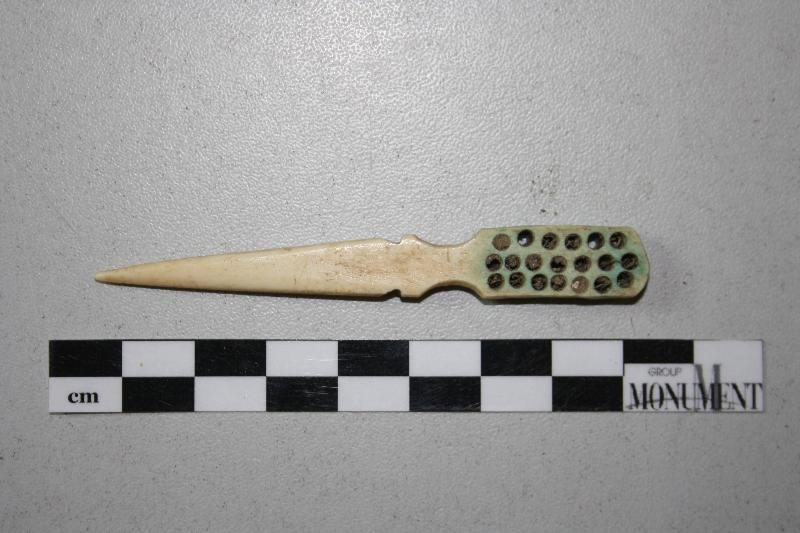
17de-eeuwse tandenborstel in ivoor
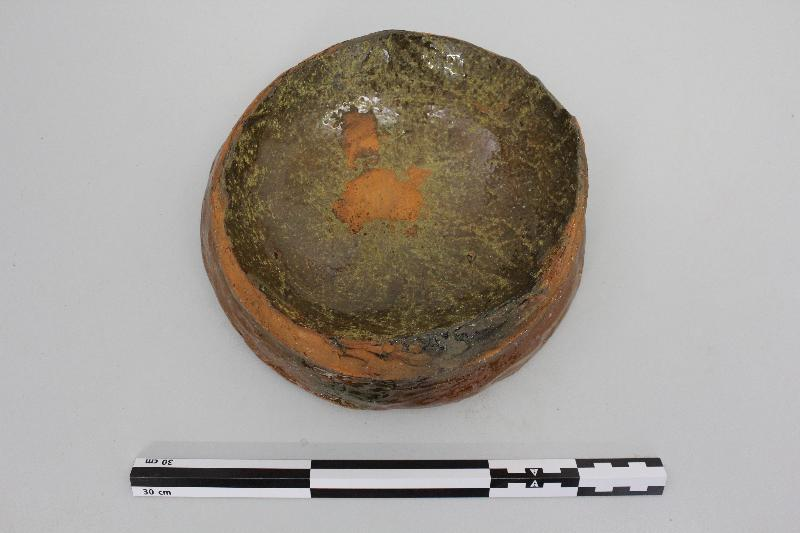
17de-/18de-eeuwse bodem van een pot in roodgeglazuurd aardewerk
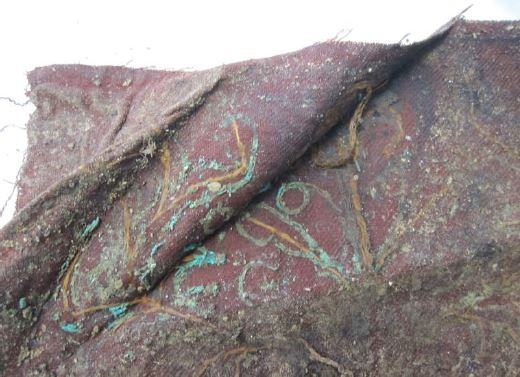
Weefsel in keperbinding met rode draad, bruine borduurdraad en gecorrodeerde metaaldraad
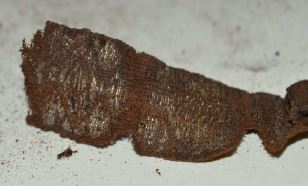
Textielweefsel, galon met gouddraad gevonden bij de schedel aan het hoofdaltaar

### Synthese en interpretatie van archeologische vondsten
In het onderzoek werden de drie grote fasen herkend die overeenkomen met de beschreven geschiedenis.

#### De pre-priorij fase (970/1060-1182)
Verschillende structuren in natuursteen die bovenop 2 skeletten aan de noordkant van de kerk gevonden werden gedateerd (zie 2.4.2) met de C14 analyse methode en tonen aan dat ze te situeren zijn in de pre-priorij fase. Het ene skelet gaf een datering tussen 970 en 1060 en het andere tussen 1020 en 1180. Alle gevonden skeletten waren begraven met het hoofd naar het westen wat wijst op gewone burgers. In de meeste gevallen waren ze op hun rug begraven met de armen en benen gestrekt en de handen naast het lichaam geplaatst. Ook de aanwezigheid van kindergraven bevestigt dit en toont aan dat er een soort van ruimtelijke organisatie was op de vroegere begraafplaats naast een volmiddeleeuws kerkje. Een bijkomend element om de aanwezigheid van dit kerkje te bevestigen zijn de sporen van de oude vloerniveaus. De zekerheid is weliswaar geen 100 % omdat niet tot op de moederbodem gegraven kon worden. De grondsporen in de tuinzone wijzen op de aanwezigheid van mogelijke middeleeuwse omgreppelde woonerven die zich ten oosten van dit kerkje in dezelfde periode moeten bevonden hebben. Het gaat hier over grachten, artisanale kuilen en verschillende paalkuilen. De resultaten van de analyse van de pollenkorrels uit de grachtstructuur en de tuinzone kwamen overeen met de resultaten van de pollenanalyse uit een van de grafkuilen wat wijst op hun gelijktijdigheid. De analyse van de pollenstalen toont aan dat het open landschap met weiden en akkers gedurende 1000 jaar relatief weinig veranderd is.

#### De priorij fase (1182-1619)
Deze fase begint met de stichting van de priorij in 1182. De getuige hiervan zijn de muurstructuren die uitsluitend in blokken natuursteen zijn opgebouwd. Sommige zijn bovenop oudere volmiddeleeuwse grafkuilen gezet. Het gaat hoofdzakelijk om muren en zuilfunderingen van het kloosterpand dat de toenmalige priorij moet geweest zijn. Enkele natuurstenen muurstructuren die binnenin de kerk werden gevonden waren ook in natuursteen opgebouwd. Deze getuigen van de voorloper van de huidige volledig in baksteen gebouwde 17de -eeuwse kerk. Wellicht werd dit kerkgebouw op het moment van de stichting van de prorij gebouwd, mogelijks ook eerder (einde 10e eeuw, midden 11e eeuw) aangezien er op dat moment ook al een kerk geweest moet zijn. Deze natuurstenen kerk had een kleiner absisvormig koor en de N-Z muur die in het midden van het schip gevonden werd kan mogelijk wijzen op een scheiding tussen het publieke gedeelte en de zone voor de Augustijner monniken. In een tweede bouwfase werden verschillende muren opgetrokken in natuursteen met daartussen brokjes baksteen. Het gaat hier om muren van de vermoedelijke kapittelzaal die ten N-O tegenaan het kloosterpand gebouwd werd (13e-15e eeuw). De C14 dateringen op het goed bewaarde textiel van de skeletten wijzen in de richting van de priorijfase tussen de 12e en de 15e eeuw. De skeletten begraven in ambtskledij met het hoofd naar het oosten behoorden toe aan de geestelijken. Er lijken in het kloosterpand in die periode geen begravingen bijgekomen te zijn wat er op wijst dat meest gegeerde rustplaats binnenin de kerk was. Het toenmalige publieke kerkhof bevond zich ten zuiden van de kerk.

#### Van priorij tot abdij en terug priorij (1580-1795)
In 1580, na een hevige brand kwamen de kloosterlingen van de moederabdij in Cambrai naar Bellingen en namen hun intrek in de priorij. In 1619 werd de oude parochiekerk afgebroken om een nieuwe abbatiale kerk met een nieuw en groter koor te bouwen. De priorij werd omgebouwd tot abdij. In deze fase werden bakstenen muren teruggevonden waaronder een goed bewaarde kelder met een haardvuur. In de kerk werd in dambordpatroon blauwgrijze en grijswitte betegeling van de kerkvloer van de vernieuwde abdijkerk (17e-18e eeuw) terug gevonden. De muren naast de sacristie dateren uit die periode en duiden op de aanwezigheid van een doorgang van kloosterpand naar de vermoedelijke kapittelzaal en het koor. De meeste materiële vondsten dateren uit deze periode en geven een inkijk in het dagelijkse leven en de activiteiten van de monniken. Opvallend is dat er wellicht ook in de abdijfase niet in het kloosterpand begraven werd.

### Toekomstig archeologisch onderzoek
Toekomstig archeologische onderzoek zou nog meer duidelijkheid kunnen geven over deze unieke archeologische site. Verdere C14 dateringen op organische materialen zoals beenderen of het houtskool in de mortel van de verschillende muurfundamenten zouden meer inzicht kunnen brengen in de historische ontwikkeling van de priorij-abdij-priorij. Verder onderzoek op gevonden textiel kan meer kennis bijdragen over de middeleeuwse klederdracht van de geestelijken. Een niet-invasief grondradar onderzoek zou zeker meer informatie opleveren over de niet opgegraven funderingen en de plattegrond van deze verdwenen abdij.

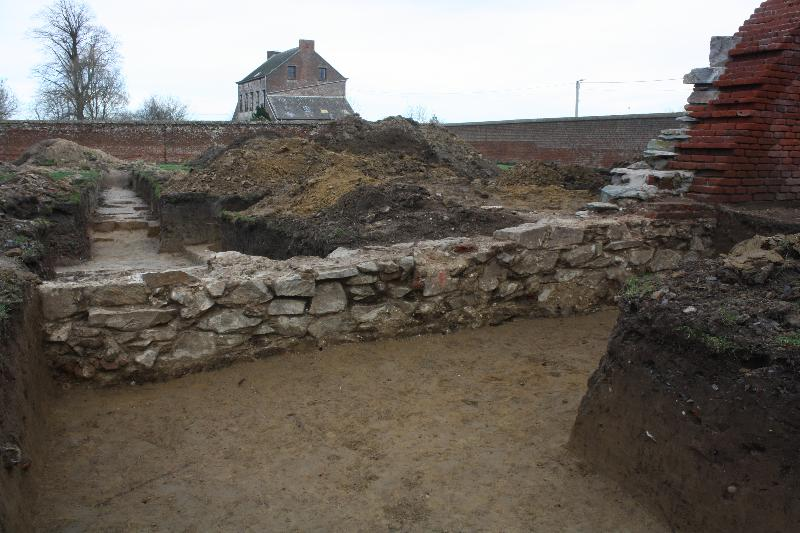
Verdieping langs de westzijde van de natuurstenen muur met baksteenbrokke
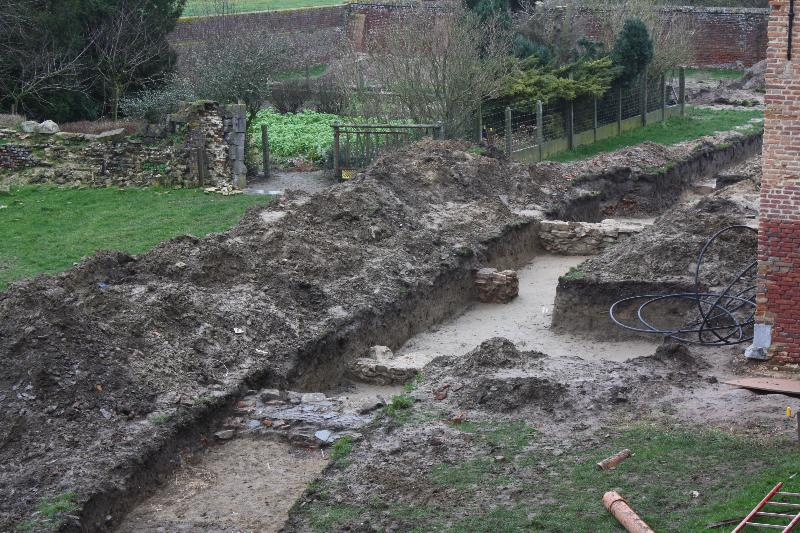
Overzichtsfoto van de opgravingszone (sleuf 16) aan de Noordkant van de kerk
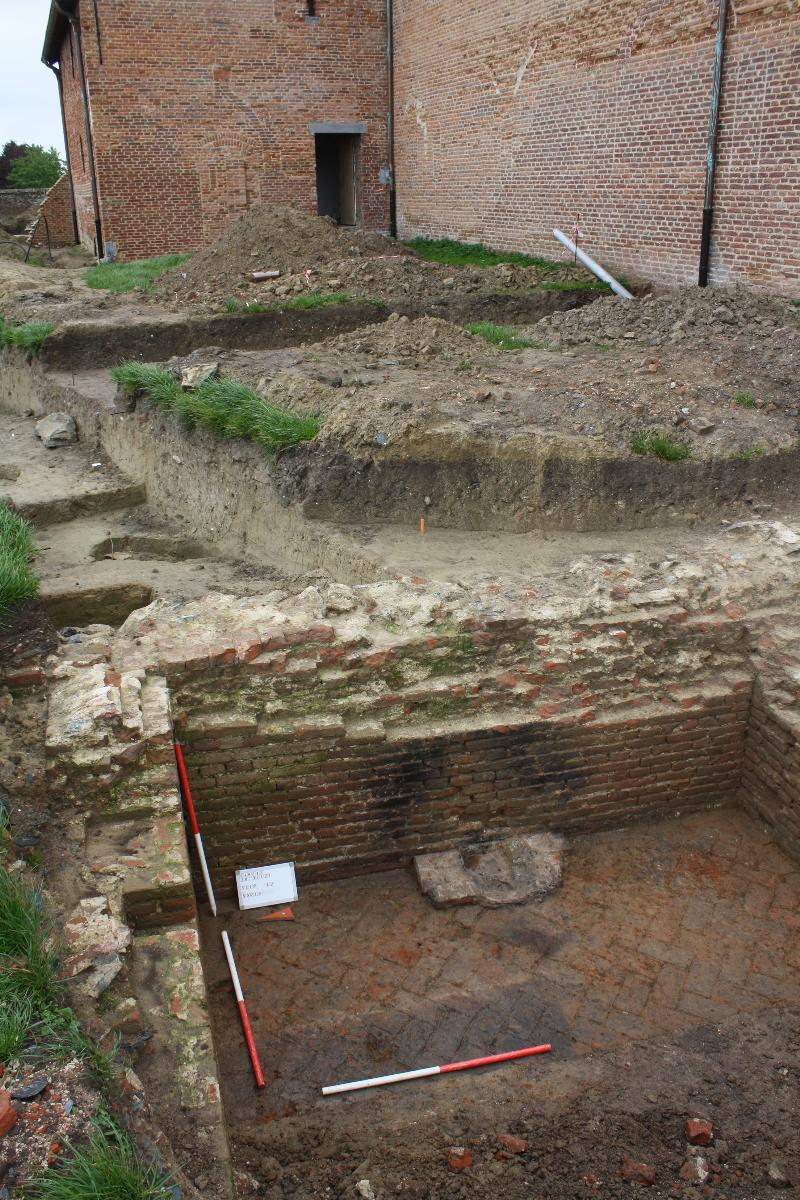
Zicht op de ruimte met bakstenenvloer en haard in de opgravingszone ten noorden van de kerk
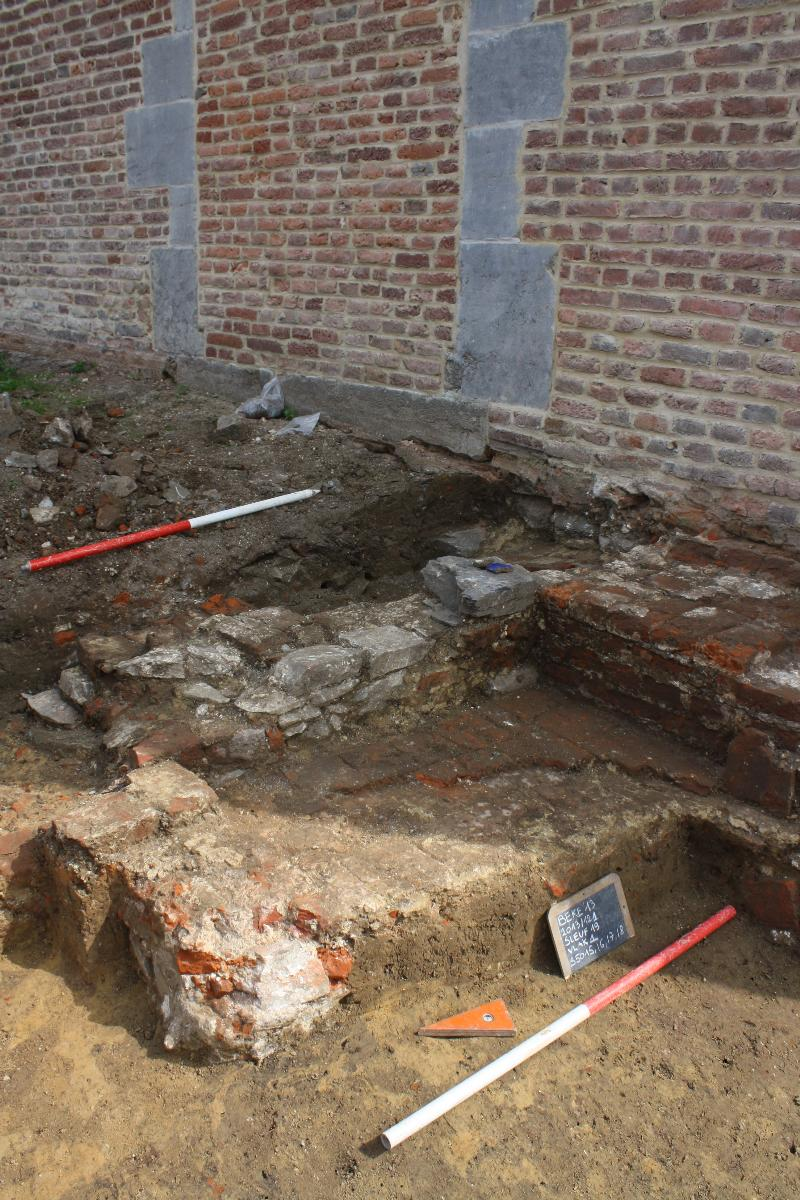
Blootgelegde muurfundamenten in de zone ten noorden van de kerk naast het nog aanwezige deurportaal met accoladeboog in arduin
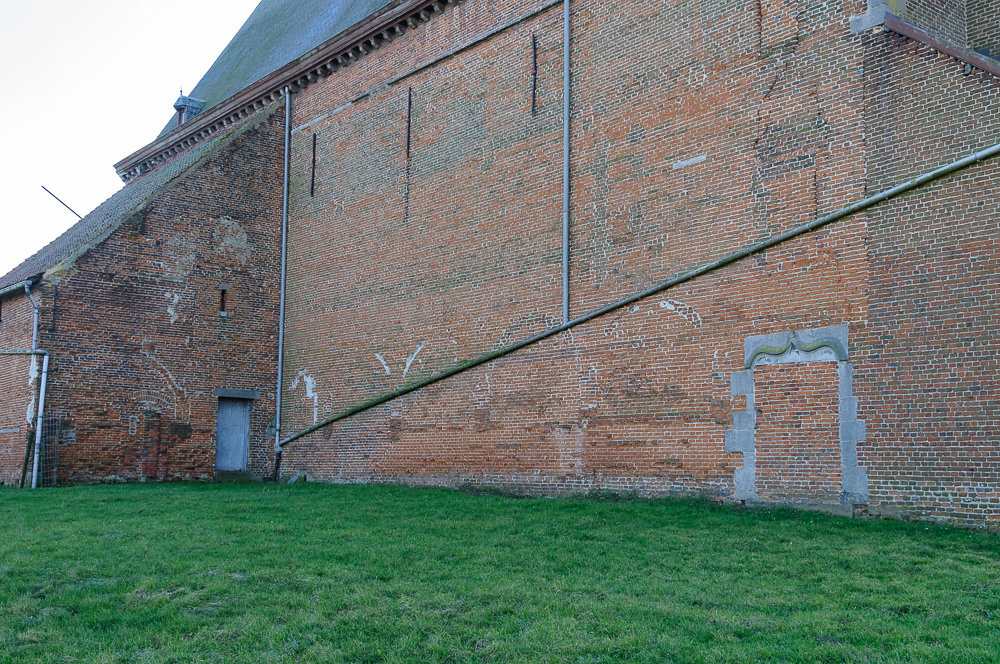
De noordelijke muur van de kerk met de nog zichtbare bogen van de wandelgang en deurportalen die het kloosterpand verbond met de abdijkerk

## De voormalige abdij van Cantimpré vandaag
De archeologische site van de abdij Cantimpré is gelegen op het privé domein van de bewoners van de abdijhoeve Cantimpré en is niet toegankelijk voor publiek. De Onze-Lieve-Vrouwkerk van Bellingen (beschermd monument sinds 1943 en erkend als bouwkundig erfgoed sinds 2009) en de nabijgelegen abdijhoeve van Cantimpré (erkend monument sinds 1982 en erkend als bouwkundig erfgoed sinds 2009) zijn de nog tastbare bewijzen uit het verleden van de abdij. Omdat de huidige parochiekerk destijds toebehoorde aan deze zeer landelijk gelegen abdij van Cantimpré is er gedurende de eeuwen heen een specifiek geografisch dorpspatroon ontstaan. Hierdoor heeft er zich in Bellingen nooit een dorpscentrum rond de kerk ontwikkeld. De Ferraris kaart (1777) en de Popp kaart (1842-1879) tonen slechts enkele nederzettingen rond de kerk.
Sinds 1982 is het zicht op de hoeve en de kerk een beschermd dorpszicht. Beide zijn gelegen op een heuvel tussen de akkers en de weiden waardoor het zicht uniek is in de streek. In de jaren 80 werd dit aanzicht meermaals gebruikt in nationale publicitaire campagnes om de schoonheid en landelijkheid van een Pajottenlands dorp centraal te stellen. Met de foto van de Cantimpré-site Bellingen was Luk Wets, inwoner van Heikruis, een van de laureaten van de fotowedstrijd in het kader van "2018-Europees Jaar van het Cultureel Erfgoed" georganiseerd door de Vlaamse overheid samen met de federale overheid en de andere deelgebieden. Deze foto viel ook in de prijzen van de fotowedstrijd "Wiki Loves Heritage 2018", georganiseerd door de Vlaamse Overheid samen met Wikipedia en specifiek gericht op het erfgoed in Vlaanderen. Uit meer dan 4300 inzendingen werd dit unieke zicht op Bellingen geselecteerd samen met 18 ander laureaten. De jury beoordeelde de foto als volgt: "Een idyllische, gelaagde weergave van het Vlaanderen zoals het bijna niet meer bestaat. De koeien en de bomen op de voorgrond leiden samen met spel van licht en lijnen de blik van de kijker op een heel natuurlijke manier naar de site.".
Er zijn vandaag nog enkele zichtbare sporen aanwezig in en rond de Onze-Lieve-Vrouwkerk van Bellingen of in de buurt die duiden op de aanwezigheid van de voormalige abdij. Links naast de huidige ingang van de kerk staat de huidige schuur (wagenhuis) van de abdijhoeve van Cantimpré. Dit gebouw werd in 1993 gerestaureerd. De achterkant van dit wagenhuis was de voormalige ingang van het kloosterpand. De schuur toont aan de straatzijde een oude sokkel met verfijnd lijstwerk in Lembeekse groene steen zoals de abdijmuren er moeten uitgezien hebben. De arduinen boog aan de ingang met bovenaan het wapenschild van de abdij is nog te zien. Rondom zijn er nog resten van de muuromwallingen in arkose steen (al dan niet samen met baksteen) zichtbaar. De meest imposante muur die nog zichtbaar is staat ten noordoosten van de kerk. Aan de noordflank van de kerk zijn nog steeds het lijnenspel van de kruisbooggewelven van de gaanderijen zichtbaar samen met dicht gemetselde deurportalen (over verschillende verdiepingen) die toegang gaven tot de kerk. Ook aan de zijmuur van de sacristie is duidelijk een toegang tot het verdwenen kloosterpand waar te nemen. Op de binnenkoer van de abdijhoeve zijn er nog enkele gebeeldhouwde stenen waar te nemen zoals een bovendrempel uit 1609 versierd met de wapens van abt Nicolas de Henin en die van de abdij van Cantrimpré. Zijn wapenschild wordt gekenmerkt door een Latijns kruis met gerande boorden en de kop van een everzwijn. Hierop staat het opschrift "Cantimpret" samen met zijn leuze vermeld: "Virtus omnia donat" (de deugd geeft alles). Ook aan de voorkant van de Kapel Heilige Drogo aan de huidige Trapstraat zijn gelijkaardige stenen waar te nemen. Deze stenen zijn gedateerd 1617. Rechts staat het wapenschild van abt Josse Sermet met zijn leuze "Quae sursum" (betracht het hoogste goed) en links dat van de abdij. Op de binnenkoer van de abdijhoeve is ook nog steeds de romaanse doorgang naar het kloosterpand zichtbaar. De hoeve werd in de loop der tijd verbouwd en kreeg zijn huidige vorm omstreeks 1850. Bij deze verbouwing werd er ook recuperatie materiaal gebruikt van de afgebroken abdij. Ook bij de verbouwingen van kasteel-klooster Ter Loo zal er naar alle waarschijnlijkheid materiaal van de afgebroken abdij gebruikt zijn zoals arduinsteen of deurportalen. Er is een identiek arduinen accolade portaal in de toreningang te vinden als dat wat nog zichtbaar is aan de noordkant van de kerk.
De meest opmerkelijke erfenis heden ten dage aan de abdij van Cantimpré is ongetwijfeld het immateriële erfgoed, de verering van de heilige Drogo In Bellingen. De heilige Drogo (Drogo van Sebourg) werd door de monniken van Kamerijk geïntroduceerd in Bellingen. Bisschop Rogerus schonk aan de monniken kostbare relikwieën (waaronder ook die van Drogo) die hij meebracht van overzeese reizen. Deze werden naar Bellingen meegebracht bij hun vertrek uit Cambrai. Bij het uitbreken van de Franse Revolutie werden deze relikwieën in veiligheid gebracht en verstopt door Gaspard Roosens, lid van de kloostergemeenschap en parochiepriester. Ze werden ontdekt door pastoor Wielant in 1881 op het gewelf van de kerk onder de schalies in een koffer met 2 kistjes. Op één koffertje stond dat het de relikwieën waren van de heilige Drogo en op het ander stond niets vermeld. In de koffer zat ook een gekalligrafeerd perkament met namen van kerkelijke hoogwaardigheidsbekleders, ondertekend op 14 mei 1632 te Valenciennes door abt van Vicognes. Pastoor Wielant (1870 - 1885) die ook lid was van de "Cercle d’archeologiques d’ Enghien" startte in 1881 de verering van de heilige Drogo op met de Drogo-ommegang, dewelke nu nog steeds uitgaat op de derde zondag na Pinksteren. Hij liet een schrijn maken in spitsbogenstijl door de beeldhouwer Frans Poullaert voor de relikwieën van de heilige Drogo maar de kist met het perkament werd niet verder onderzocht. De grafsteen die volgens pastoor Wielant toebehoorde aan Engelbertus II en zijn vrouw Ida Avesnes was nog aanwezig in de kerk tot in de 19e eeuw. Pastoor Wielant verkocht de steen aan het Koninklijk museum voor Kunst en Geschiedenis in het Jubelpark in Brussel voor de som van 400 bfr. Hij negeerde bij deze verkoop het negatieve advies van zijn kerkelijke overste, de aartsbisschop van Mechelen. Met die opbrengst wilde hij de restauratiewerken aan de kerk destijds bekostigen. Anderen beweren dat hij met dat geld een schrijn liet maken voor de relikwieën van de heilige Drogo. Deze merkwaardige arduinen grafzerk is nog te bezichtigen in de gaanderijen van het Koninklijk museum voor Kunst en Geschiedenis. De steen waarop een ridder in harnas met gesloten vizier naast een vrouw gegraveerd werd, wordt volgens het museum toegeschreven aan Engelbertus III en zijn echtgenote Ida Van Avesnes. De zerk wordt gedateerd tussen 1217-1245 maar bevat geen enkel opschrift. Het is pas in 1950 dat de toenmalige pastoor Louis Dehaen de koffer, die destijds door pastoor Wielant niet verder onderzocht werd, in een kast van de pastorij ontdekte en ze in het bijzijn van kerkelijke getuigen liet openen. De koffer bevatte de beenderen en relikwieën van 20 heiligen gestaafd met perkamenten dat deze geschonken werden aan de toenmalige abt van Cantimpré. Deze relikwieën zijn te bekijken in de kerk maar de originele perkamenten zijn verdwenen.
Heden ten dage zijn er nog 2 schilderijen in de kerk aanwezig uit de periode van de 17e eeuw. Abt Lefebvre bestelde drie schilderijen die werden toegeschreven werden aan Hubert Sporkmans, leerling van Rubens : "Boodschap aan Maria, "Aanbidding der Herders" en "Aanbidding der wijzen". (zie 1.5.7). Dit bleek uit de lijst van de goederen die opgesteld werd bij de inbeslagname. Volgens Everaert en Bouchery zijn er in 1880 nog 2 schilderijen aanwezig in de kerk. De "Aanbidding der Herders" hing in de beuk en de "Boodschap aan Maria, de verering van Onze-Lieve-Vrouw" hing boven het hoofdaltaar. In 1982 werden de twee schilderijen in opdracht van de kerkfabriek gerestaureerd door de Opwijkenaar Bert Van den Broeck. Hij schreef het werk "Boodschap aan Maria, de verering van Onze-Lieve-Vrouw" toe aan de schilder Gaspar de Crayer waarbij het schilderij een voorbeeld is van de klassieke Antwerpse school. In een recenter onderzoek van Smeyers A. wordt beschreven dat het hoofdaltaarstuk toegeschreven zou zijn aan een tijdsgenoot van de Crayer, de Antwerpse barokschilder Gerard Seghers. Het hoofdaltaarstuk, "Boodschap aan Maria, de verering van Onze-Lieve-Vrouw", is vanaf de restauratie van de Onze-Lieve Vrouwkerk in 2014 niet zichtbaar meer gepresenteerd in de kerk. De twee nog aanwezige schilderijen (Boodschap aan Maria en de Aanbidding van de herders) in de kerk van Bellingen zullen in de toekomst gerestaureerd worden. Het derde schilderij "Aanbidding der wijzen" zou toegeschreven zijn aan Servaes de Coulx (1615 -1617) en bevindt zich in het klooster van de Kapucijnen in Edingen.

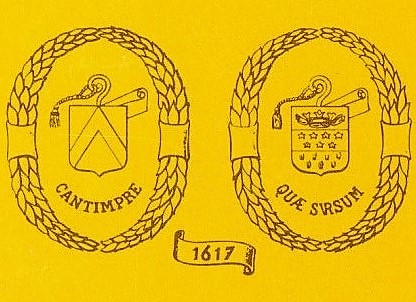
De wapenschilden van de abdij Cantimpré en abt Josse Sermet
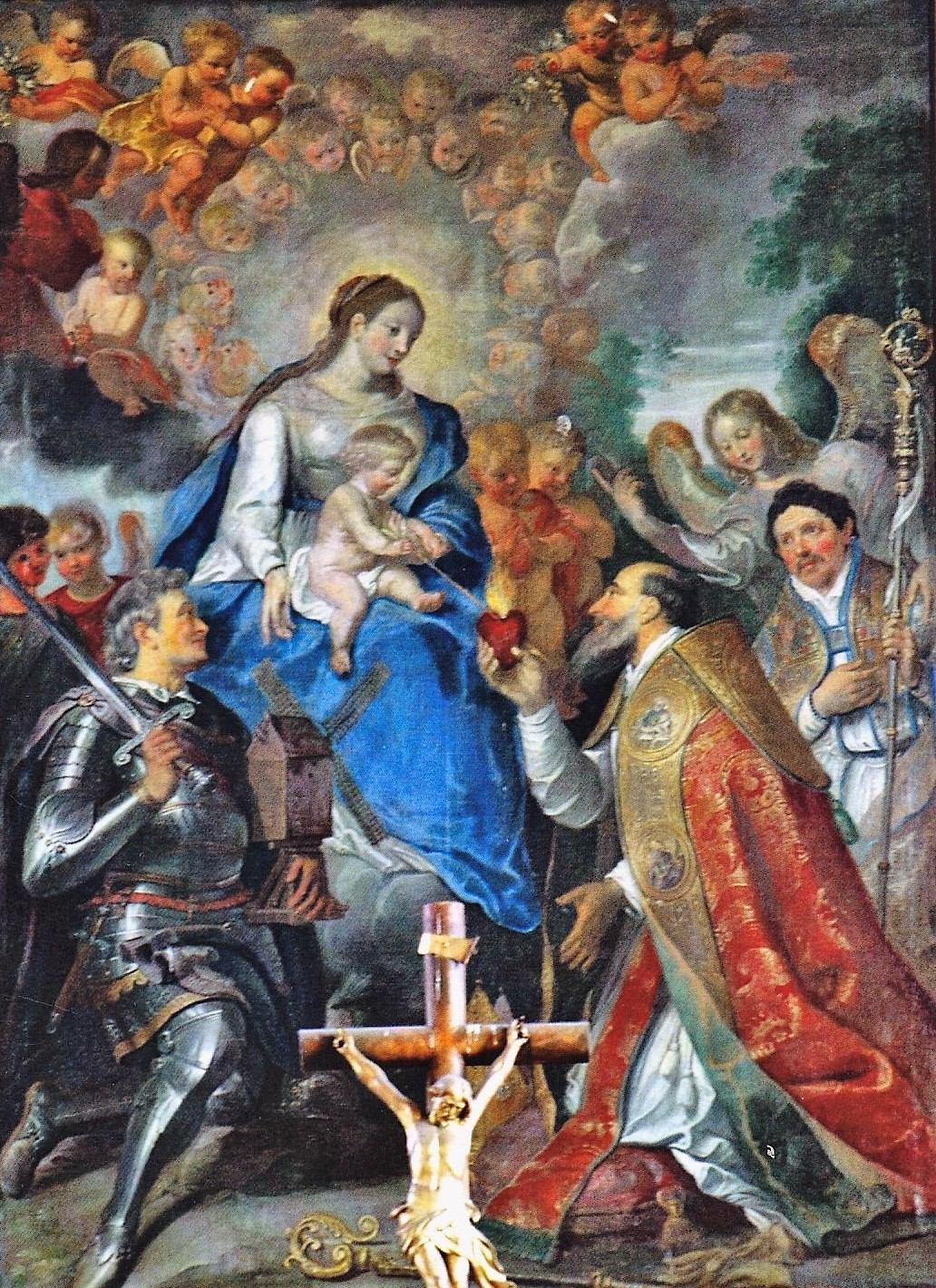
Het altaarschilderij in de abdijkerk van Bellingen. Boodschap aan Maria van Gerard Seghers
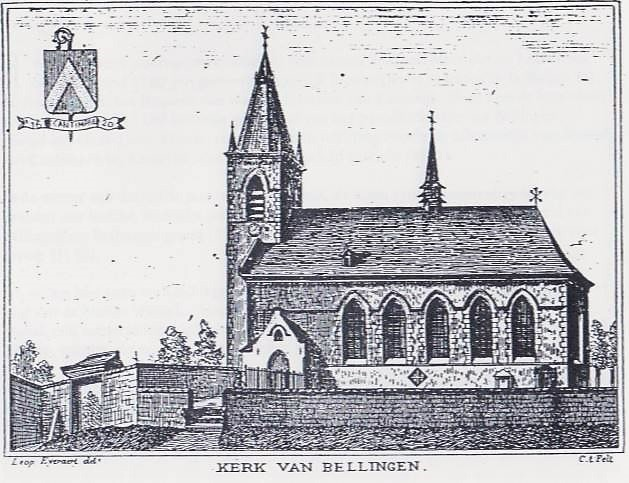
Tekening van de Onze-Lieve-Vrouw kerk van Bellingen, Everaert en Bouchery 1870
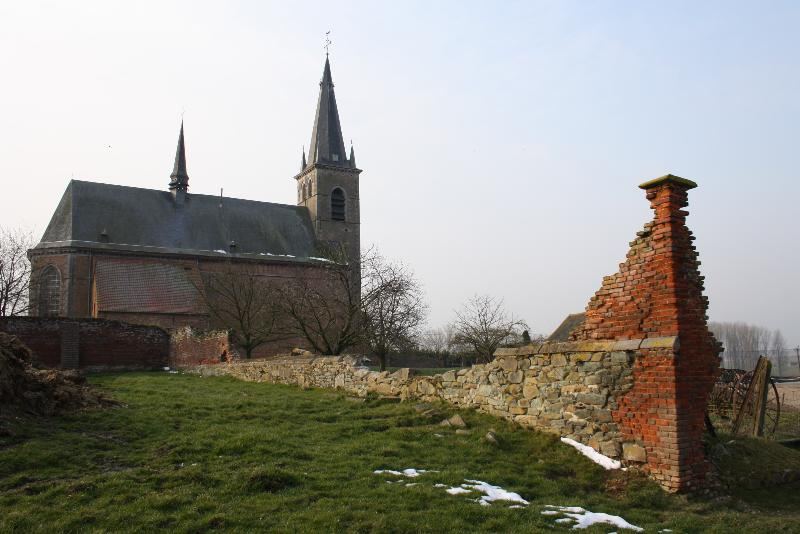
De Onze-Lieve-Vrouwkerk van Bellingen, voormalige abdijkerk met resterende muur van de abdij Cantimpré
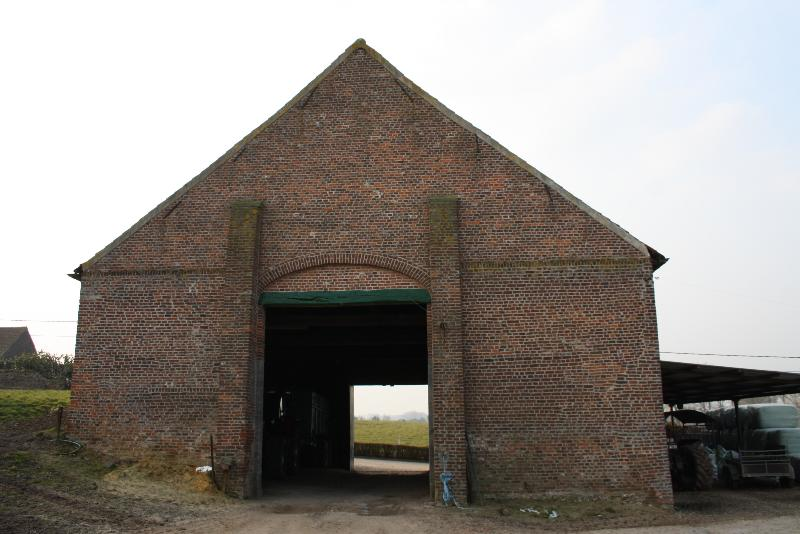
De achterkant van het huidige wagenhuis van de abdijhoeve Cantimpré was de ingang van de voormalige abdij
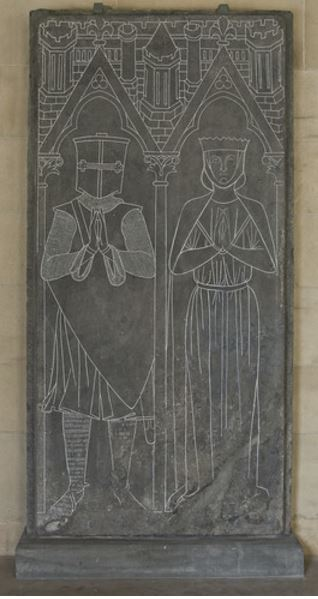
De grafsteen van Engelbertus III en Ida van Avesnes in het Koninklijk museum voor Kunst en Geschiedenis in Brussel

Bijkomende literatuur
- WIELANT. F, " Le culte de Saint Drogon et les reliques conservées à l’abbaye de Cantimpré a Bellinghen, Annales du Cercle d’Archeologique d’ Enghien, II, 1183-1886, pg. 370-377 PIEYNS-RIGO P., Abbaye de ND à Bellingen, in Monasticon belge, deel IV, Province de Brabant, Luik, 1970, pg. 988-1003.
- MOSTIN J., De oorlog om Lembeek, HOLVEO jaargang 2, nr 1, 1974, pg. 35-42
- VAN BELLEGHEM L., De grafsteen van Engelbertus II van Edingen en Ida van Avesnes, HOLVEO, jaargang 2 nr 3, 1974, pg.164-171
- GODDING R., Une oeuvre inédite de Thomas de Cantimpré. La vita Ioannis Cantimpratensis., Revue d’ Histoire Ecclésiastique, vol LXXVI, nr 2, 1981, pg.241-256
- LAWRENCE C.H., Kloosterleven in de middeleeuwen in West-Europa en de lage landen, Pearson Benelux B.V., 2004, ISBN 9789043009492
- KRISTINA KRÜGER, Kloosters en Kloosterorden, 2000 jaar Christelijke Kunst en Cultuur, Rebo Prodyctions, 2017, ISBN 9789036636094